# Storia del Molise

Bandiera del Molise

Il Molise è il risultato di profondi cambiamenti territoriali. Da prima noto come la parte montuosa della regione romana del "Sannio", insieme all'Abruzzo meridionale, popolato dai Sanniti, dopo la caduta dell'Impero il territorio si disgregò e i territori di Caserta e Benevento si compattarono nel Ducato di Benevento, lasciando a Bojano, Isernia e Campobasso il controllo di un perimetro circondato dal Matese, parte del Biferno, il Trigno e il Volturno, fino ai confini di San Severo in Puglia.
Il piccolo territorio oggi conosciuto è il profitto della fusione del Contado di Molise e la Contea di Loritello (XIII secolo), ma escludeva comunque ampie zone ora molisane come Agnone, Larino, Termoli e Venafro, nonché la costa e il tratto iniziale del Volturno; per un periodo storico perse la propria identità amministrativa (XIX secolo), ma non territoriale e culturale, e venne aggregato all'Abruzzo (1816). Nel 1963 venne ricostituita di nuovo come entità amministrativa, dopo la soppressione della regione Abruzzi e Molise, ma con un territorio diverso da quello del passato.

## L'epoca preistorica
Le prime testimonianze di vita umana in Molise si hanno sin dal Paleolitico, come dimostrano i ritrovamenti del sito archeologico di "Isernia La Pineta", la cui frequentazione è stata datata a 700 000 anni dal presente, tra le più antiche testimonianze paleolitiche d'Italia. Il sito, oltre a resti faunistici e litici, ha restituito il fossile di un bambino vissuto 583 000 anni dal presente, che si pensa appartanesse alla specie Homo heidelbergensis.

## Sanniti

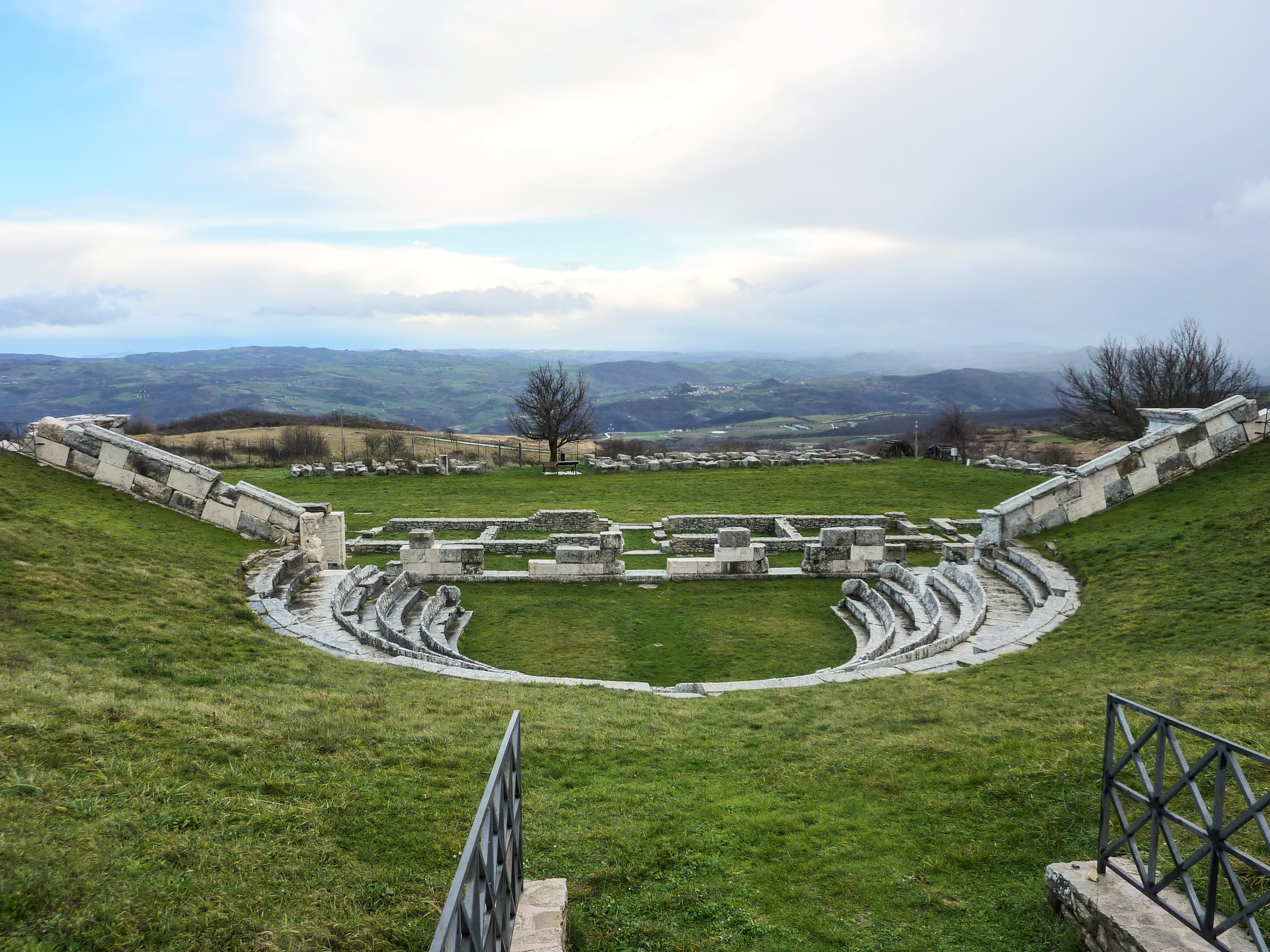
Il teatro sannitico di Pietrabbondante

Storicamente, gran parte del territorio del Molise era abitato da popolazioni di stirpe sannitica. A partire dal III secolo a.C. la regione subì l'invasione dei Romani che si garantirono il controllo del territorio stabilendo una serie di insediamenti nei punti strategici più importanti, nei pressi di centri abitati già esistenti: è questo il caso di Aesernia, colonia di diritto latino fondata nel 263 a.C. L'influenza politica di Roma portò, nel giro di alcuni secoli, al completo assoggettamento del territorio e all'assimilazione dei suoi abitanti. In particolare, furono fondamentali la Guerra sociale e le sue conseguenze: alla fine del I secolo a.C. la romanizzazione era pressoché completa. 

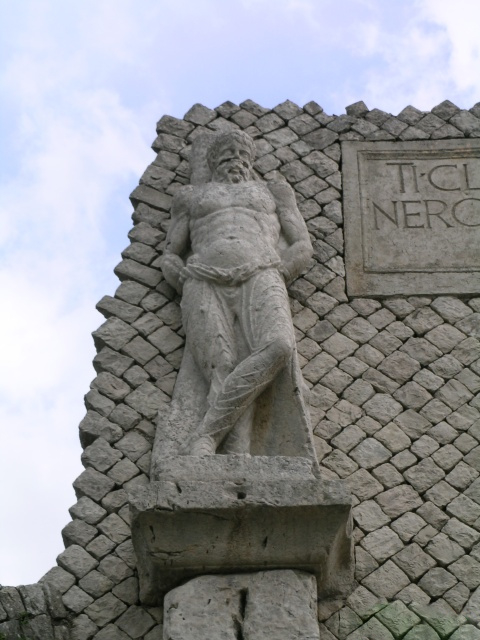
Particolare di un "prigione" di Porta Boiano nel sito di Saepinum (CB)

Della fase precedente rimangono i resti, in varie località della regione, di insediamenti sannitici, abbandonati proprio in concomitanza della Guerra sociale: essi appartengono a numerose tipologie, dalle semplici cinte murarie a struttura poligonale al santuario d'altura e al santuario federale: sebbene molti studiosi (soprattutto di storia locale) abbiano provato ad associare a questi centri i nomi tramandati dagli autori antichi (in particolare Livio, Plinio e Strabone), l'assenza di ulteriori elementi relega questi tentativi a restare delle semplici ipotesi. Di origine romana sono le città di Aesernia, (Isernia), Bovianum (Bojano), Larinum (Larino), Terventum (Trivento) e Venafrum (Venafro): in questi centri si è sempre avuta continuità insediativa lungo tutto il medioevo e l'età moderna, come è evidente dall'impianto urbano e, soprattutto, dalla presenza di una sede vescovile.
Città romana è anche Saepinum (Sepino): l'abitato originario, tuttavia, fu abbandonato fra la tarda antichità e l'Alto Medioevo; il centro attuale è di origine medioevale ed è situato più a valle. Nella riorganizzazione dell'Italia da parte di Augusto gran parte del territorio andò a costituire (con l'eccezione della città di Venafrum, assegnato alla Regio I, e a Larinum, assegnato alla Regio II) la Regio IV. Alla caduta dell'Impero romano d'Occidente vennero meno le suddivisioni amministrative esistenti; il territorio molisano, al pari di gran parte dell'Italia centrale e meridionale, subì le pesanti devastazioni legate alla guerra greco-gotica. All'arrivo dei Longobardi divenne parte del Ducato di Benevento.

## Le diocesi molisane
Tra il IV e il V secolo d.C., il cristianesimo si diffuse nei principali centri del Sannio Frentano e Pentro, ossia l'attuale regione, sono attestate le diocesi di "Terventum - Venafrum - Bovianum - Saepinum - Aeserniae - Larinum". Delle antiche chiese fondate in questi anni, per lo più mitrei o riutilizzazioni di templi, come nel caso del duomo di Trivento eretto sopra il sacello di Diana, oggi rimane molto poco a causa delle varie ricostruzioni dovute a terremoti e saccheggi del VI-VII secolo. Durante il governo lobgobardo ci fu un periodo di stabilità e le diocesi poterono ricostituirsi.
Ad esempio la diocesi di Larino, dal 668 è citata come unita a quella di Siponto (Manfredonia) e a quella di Bovino. Quando vi si insediarono i longobardi, la diocesi di Benevento fu elevata nel 969 a massima diocesi del sud Italia, con le suffraganee di Sant'Agata, Avellino, Quintodecimo, Ariano, Alife, Volturara, e le diocesi molisane, nei documenti è citata quella di Larino agli inizi, poi tutte e 7 quelle molisane.
Le diocesi molisane sino al XIII secolo furono suffraganee di quella di Benevento, è attestata anche la scomparsa diocesi di Guardialfiera:
- Diocesi di Trivento: ancora esistente, è considerata la più antica del Molise insieme a quella di Boiano, oggi Arcidiocesi di Campobasso-Boiano. Prima del VII secolo la diocesi dipendeva dal Vaticano, poi fu aggregata a Benevento, comprendeva tutto il territorio lungo il fiume Trigno, arrivando sino al sud del Sangro negli Abruzzi, comprese Alfedena e Castel di Sangro, rimaste nel territorio diocesano sino al 1977, quando passarono a Sulmona-Valva. La diocesi di Trivento nel XVI secolo si distaccò da Benevento col Concilio di Trento, tornando sotto la massisma amministrazione di Roma per volere di papa Sisto IV. Ha 98 parrocchie, comprendendo anche i comuni abruzzesi a nord del Trigno ed a sud del Sangro, come Celenza sul Trigno, Castelguidone, Rosello, Borrello.
- Diocesi di Boiano: antichissima, secondo alcuni ritrovamenti archeologici risalirebbe al VI secolo, ma è citata ufficialmente dall'XI secolo quando il conte Ugo I de Molisio fece ricostruire la Cattedrale. Quando nel 1973 fu unita a quella di Campobasso, divenne arcidiocesi. Ha 69 parrocchie, sue suffraganee sono le diocesi di Venafro-Isernia e Termoli-Larino.
- Diocesi di Larino: risalente al VII secolo, attualmente si è unita a quella del centro maggiore di Termoli, e comprende le parrocchie della fascia costiera molisana.
- Diocesi di Termoli: nata nel V secolo presso un sacrario cristiano eretto sopra il tempio dei Dioscuri, l'attuale Cattedrale di Santa Maria.
- Diocesi di Isernia: non si hanno notizie sulla fondazione, la Cattedrale doveva esistere già dal V secolo, ma a causa di invasioni e terremoti fu ricostruita varie volte, l'ultima volta dopo il terremoto disastroso del 1805. Citata ufficialmente dal XII secolo, nel 1182 passa sotto il controllo di Roma, poi sotto Capua. Negli anni '70 è divenuta un'unica diocesi con Venafro.
- Diocesi di Venafro: risalente al V secolo, dipendeva da Capua, la cattedrale di Santa Maria fu costruita fuori dalle mura dell'antico abitato, presso un tempio.

Altre diocesi molisane oggi soppresse erano quella di Limosano, la diocesi di Sepino, durata molto poco, dal V secolo al VII. Antica era la diocesi di Guardialfiera, tra le prime suffraganee a quella di Benevento, fu accorpata a quella di Termoli nel XIX secolo.

## Dal 667 al 1045: i gastaldati longobardi

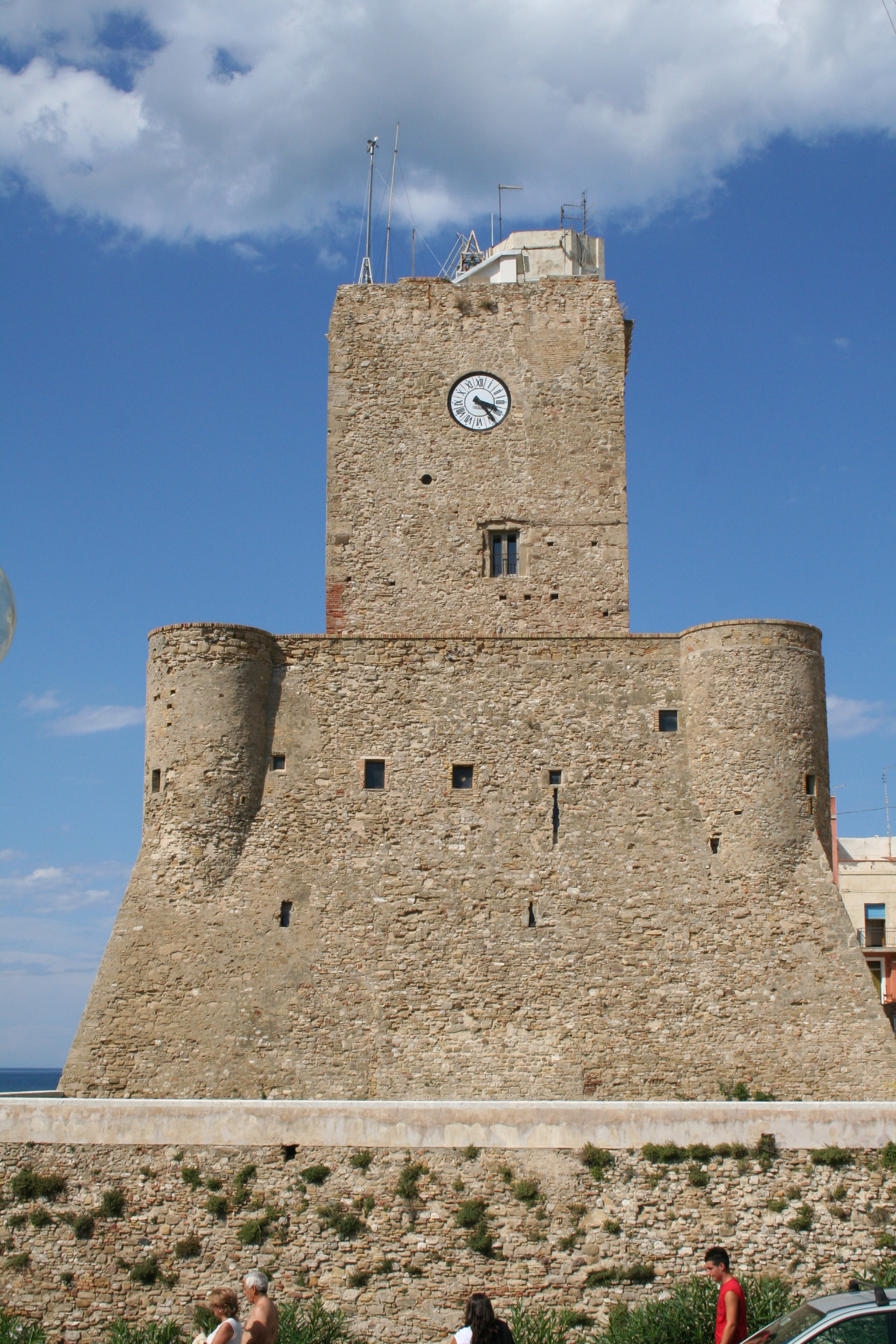
Castello svevo di Termoli (XIII secolo)

Sotto il dominio longobardo il territorio molisano era suddiviso fra sei gastaldati: quattro appartenenti al Ducato di Benevento (Boiano, Larino, Termoli, Trivento) e due al Principato di Capua (Isernia, Venafro); tale suddivisione amministrativa si è conservata nell'organizzazione ecclesiastica fino al 1976, quando con l'elevazione ad arcidiocesi metropolitana dell'arcidiocesi di Campobasso-Boiano le varie diocesi molisane hanno cessato di essere suffraganee dell'arcidiocesi di Capua (Isernia-Venafro) e dell'arcidiocesi di Benevento (Termoli-Larino).
Il gastaldato di Bojano, intorno al 667, venne concesso dal Re longobardo Grimoaldo al condottiero bulgaro Alzeco, che divenne il primo gastaldo di un'area pressoché disabitata. Comunità bulgare (o meglio proto-bulgare) erano presenti oltre che a Boiano anche a Sepino, Isernia, Castropignano, e nella zona dell'agro dell'attuale Campobasso, come evidenziato dal ritrovamento di tombe umane di un tipo steppico-nomade, caratterizzate dalla presenza di sepolture equine, databili alla seconda metà dell'VIII secolo. Nella sua Historia Langobardorum Paolo Diacono scrive che i discendenti di questi Proto-bulgari parlavano ancora il loro idioma originario insieme al latino. Secondo uno studio di Francesco D'Ovidio, queste comunità sarebbero riuscite a integrarsi nel territorio e a conservare, nei secoli, alcuni elementi della propria cultura originale.

### L'abbazia di San Vincenzo al Volturno

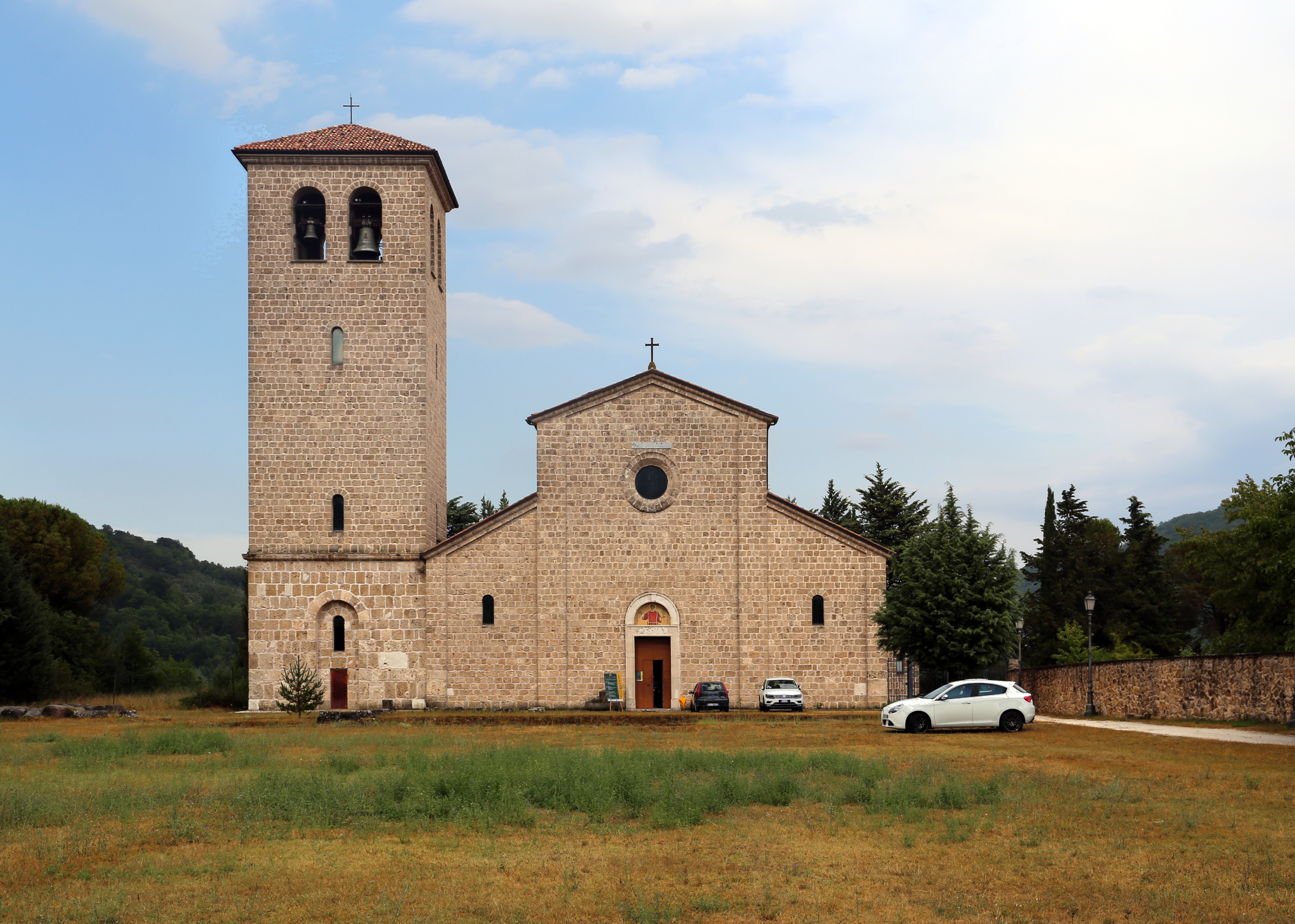
Esterno dell'abbazia, la cosiddetta "Badia nova" del XIII secolo

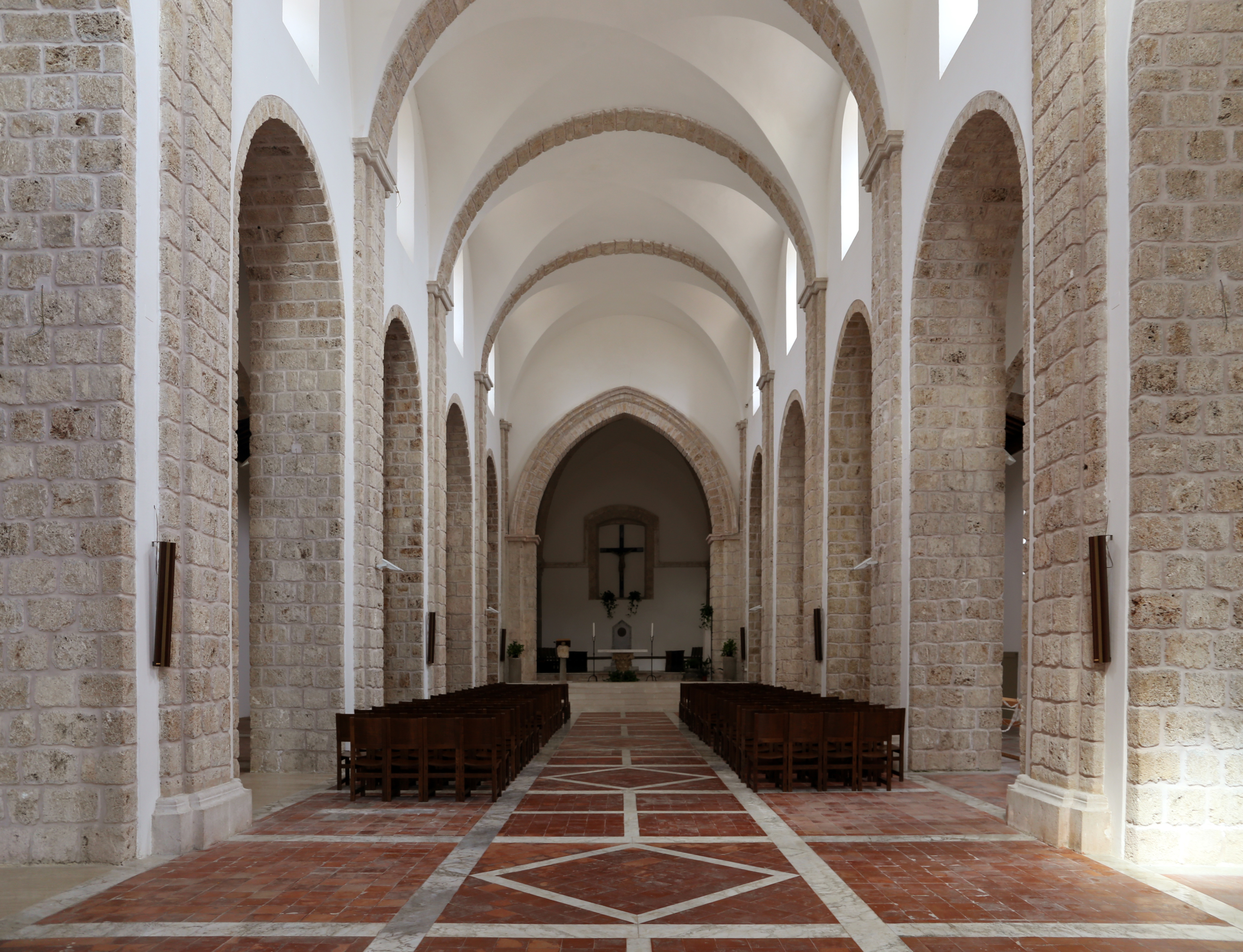
Interno dell'abbazia

Importantissima presenza nel Molise del primo Medioevo, è la Badia di San Vincenzo, le cui vicende dalla fondazione sino al XII secolo sono narrate dal monaco Giovanni nel Chronicon Vulturnense. La cronaca fu scritta, in concomitanza di altre cronache di monasteri benedettini attigui, quali Montecassino, Farfa, Casauria ecc, per riordinare i cartularia sui possedimenti del monastero, ma anche per celebrare la grandezza dell'abbazia stessa, in un momento di difficoltà per la storia dell'ordine, durante la presenza normanna.
L'abbazia fu fondata nell'alto Molise, lungo il Volturno nella zona dei castelli di Castel San Vincenzo, Rocchetta a Volturno e Cerro al Volturno, dai monaci Paldone, Tasone e Tatone, provenienti dall'abbazia di Farfa, che con l'abate Tommaso di Moriana fondarono il cenobio nuovo. Si è supposto che la fondazione fosse stata patrocinata dal ducato di Benevento nella persona di Gisulfo II. La prima abbazia fu ampliata nell'VIII secolo quando giunsero i Franchi, nel 774 l'abate Autperto è di stirpe franca, tuttavia la lotta coi longobardi continua, come ricorda l'esempio di Potone, che rifiuta di giurare fedeltà a Carlo Magno.
San Vincenzo al Volturno raggiunse la massima espansione nel IX secolo, sotto Giosuè, Talarico ed Epifanio abati, l'abbazia divenne una vera e propria cittadella fortificata, l'abbazia più potente del sud Italia, con 350 monaci e centinaia di acri di terreni in proprietà, prima della fondazione di San Clemente a Casauria in Abruzzo (872), San Vincenzo possedeva con Montecassino e Farfa terreni dalla piana delle Cinque Miglia (Castel di Sangro) ad Alfedena, sino alla Marsica, la costa frentana del Vasto, gran parte delle chiese nella Contea di Bojano, nell'agro di Isernia, fino a Caserta. Nell'848 un terremoto danneggia l'abbazia, successivamente avvengono invasioni saracene e ungare da parte dell'Adriatico, l'abbazia viene incendiata.
Trent'anni dopo l'incendio, i monaci da Capua decidono di tornare sul sito e di rifondare l'abbazia, ma gran parte dei castelli che erano stati fondati si ribellano, i signorotti messi a rappresentare l'autorità monastica, si ribellano e si proclamano conti, sicché successivamente con l'arrivo dei Normanni, avviene un nuovo ridimensionamento territoriale delle amministrazioni di San Vincenzo.

### Tracce di presenza longobarda in Molise
Lo storico molisano Franco Valente ha compiuto varie ricerche nella regione, analizzando le tracce di presenza longobarda in Molise. A parte fibule, opere d'arte per le chiese e sculture, la presenza longobarda e franca nel Molise è ravvisabile nel toponimo di alcuni comuni, e soprattutto nella presenza di specifici castelli.

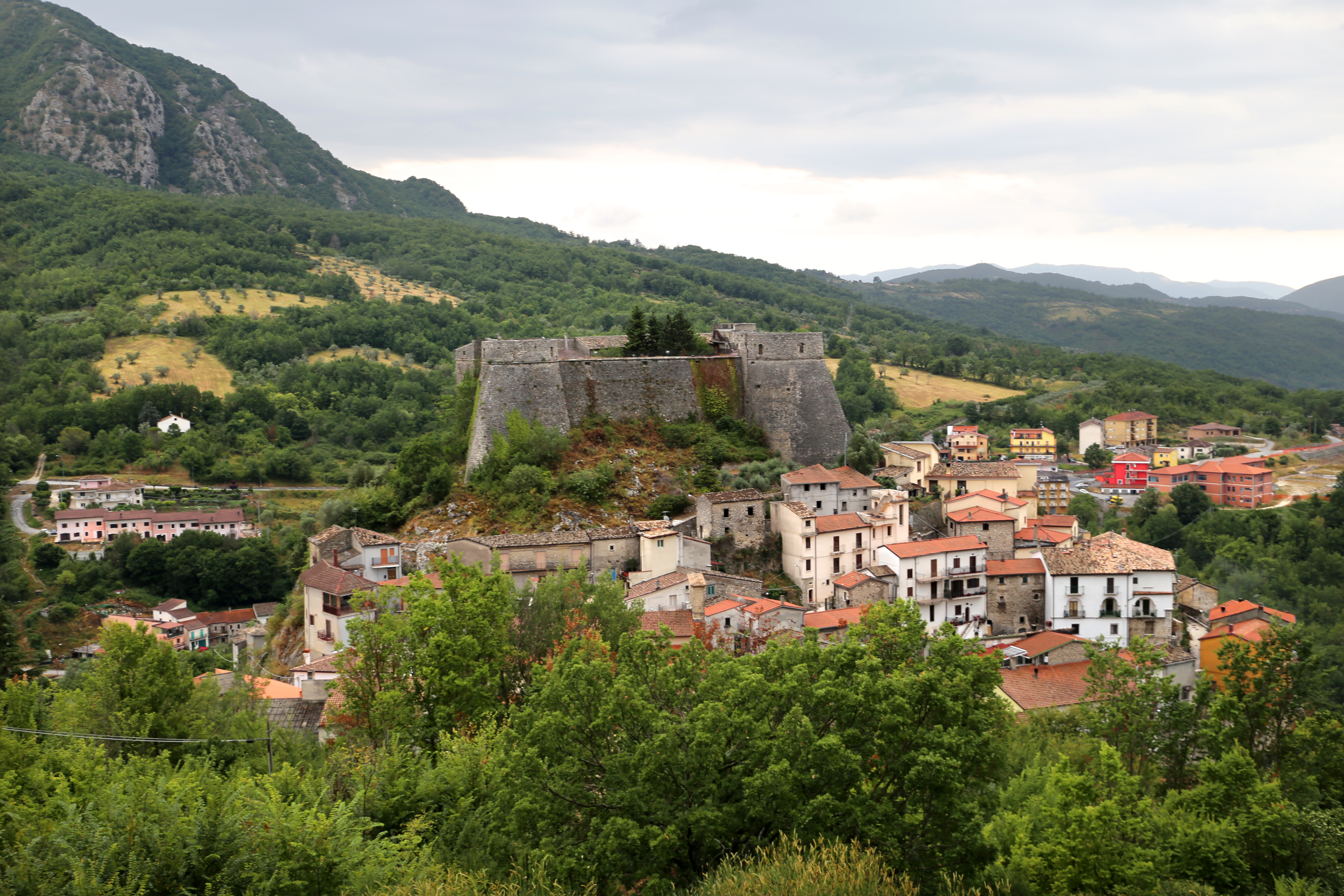
veduta del castello di Cerro al Volturno

Tra questi c'è il castello Pandone di Cerro al Volturno. Considerato tra le migliori e più durature roccaforti volute per proteggere San Vincenzo al Volturno, fu costruito con accordo dei principi Landolfo III e Pandolfo I con i monaci, che il 27 luglio 967 concedono a Paolo III la facoltà di costruire torri e castelli nella vallata. La Cronaca di Memorie storiche del Sannio del Ciarlanti parla di un castello con una chiesa inglobata, che andò distrutta nel terremoto del 1349, dato che il castello verrà restaurato, definitivamente ricostruito sotto la signoria di Conti Pandone di Venafro, in stile aragonese con torri a scarpa.
Altra costruzione longobarda, oggi rudere, è il castello di Sprondasino nei pressi di Bagnoli del Trigno, che era a guardai del tratturo Celano-Foggia, e vi si trovava una "pandetta", ossia una taverna di sosta. A Tufara (CB) si conserva ancora il monumentale castello longobardo, costruito contro le invasioni saracene del IX secolo, avente una forma irregolare a fagiolo, chiara testimonianza di più rifacimenti durante i Normanni e gli Angiò.
Le principali signorie dotate di conti, che si costituirono in Molise durante l'arrivo dei longobardi furono: la contea di Isernia, la contea di Termoli, la contea di Bojano, la contea di Venafro, la contea di Larino. Non si hanno molte testimonianze dai documenti sulle varie dinastia dei signori succedutesi, l'architetto Franco Valente ha cercato di ricostruire le vicende, basandosi su alcuni documenti dell'XI secolo che testimoniano, soprattutto a Isernia, la presenza di architetture oggi modificate o scomparse, nonché si rifece all'opera del Ciarlanti sulle Memorie storiche del Sannio.

### Santa Maria di Casalpiano
Importante sito antico del Molise bizantino-longobardo, è l'ex abbazia di Santa Maria di Casalpiano in Morrone del Sannio (CB). Il sito era occupato da un villaggio romano già nel I secolo a.C. con casale e fattoria. Nel VI secolo d.C. si insediarono dei monaci nell'area di Casale plano, vessati però dal re goto Totila nel 545, che riprese le province meridionali d'Italia.
Esistendo già nella vicina Larinum la diocesi, presso la chiesa cattedrale del colle sopra l'antica città romana, attuale duomo di San Pardo, il vescovo cercò di impedire le vessazioni presso i cenobi del Sannio. Nel VII secolo il territorio divenne una "fara" longobarda, tale toponimo è presente in varie contrade e comuni molisani, nonché abruzzesi, un'altra importante fara era quella di Montagano presso il sito di Fagifulae, dove venne costruita l'abbazia di Santa Maria di Faifoli, dove si formò anche Celestino V.
Con la presenza longobarda e un periodo stabile di governo Santa Maria di Casalpiano rappresentò uno dei vari insediamenti benedettini, a ridosso della costa molisana, lungo il fiume Biferno (anticamente Tifernum o Prifernum). Santa Maria di Casalpiano prosperò nell'XI secolo, nel 1017 in prete Pietro offre all'abate Atenolfo di Montecassino la sua parte della chiesa con le sue pertinenze.

## Il Mille e i Normanni

### Dal 1045 al 1210, dalla Contea di Bojano al Contado di Molise

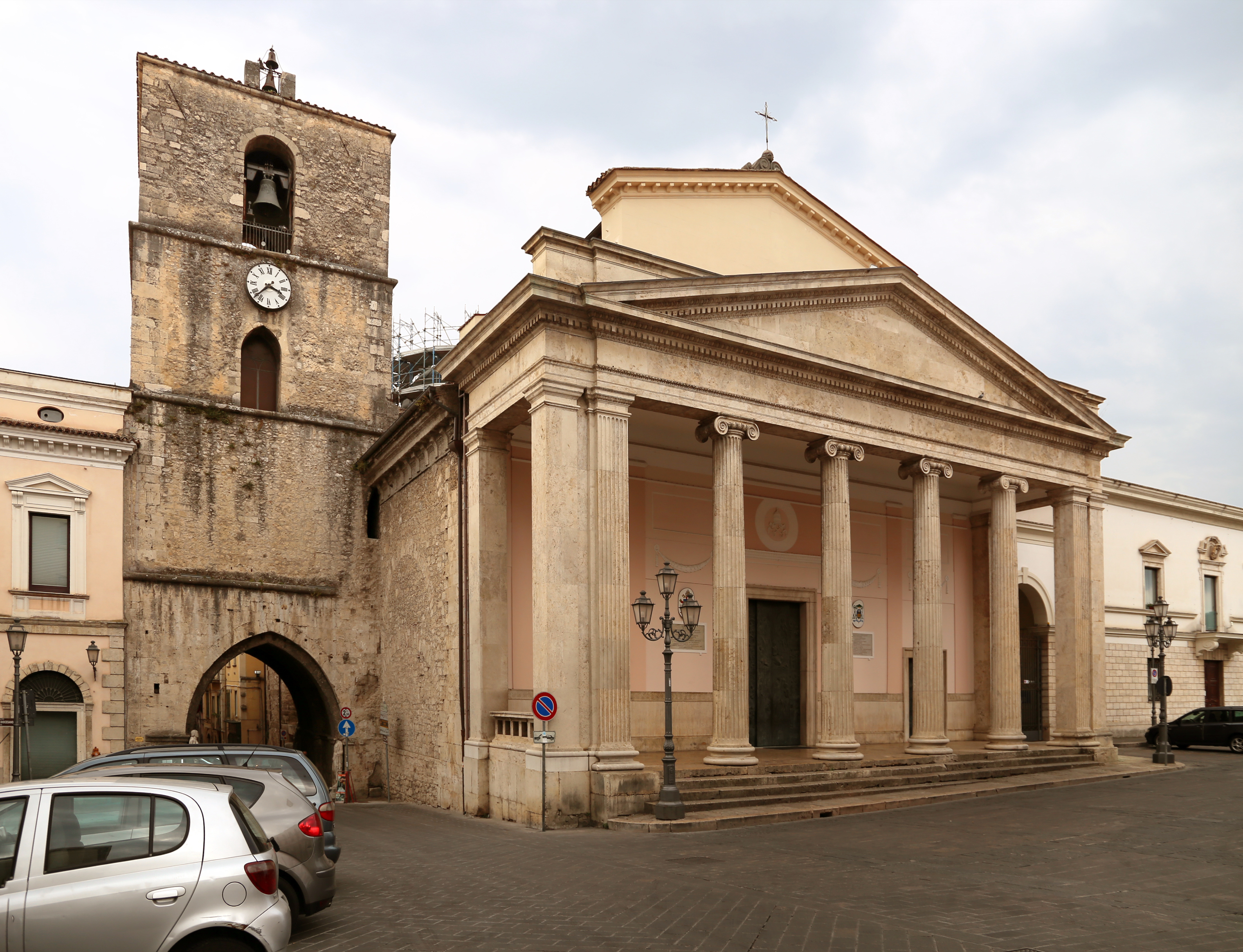
Facciata della Cattedrale di Isernia

Nel 1045 il condottiero normanno Rodolfo di Moulins, disceso in Italia Meridionale con gli Altavilla, conquista la Contea di Bojano.
È con l'arrivo dei normanni e della famiglia de' Moulins, tra la fine dell'XI secolo e l'inizio dell'XII secolo, infatti, che comincia ad affermarsi il toponimo Comitatus Molisii riferito, appunto, alla contea di Bojano, che, nel contempo, aveva inglobato altre contee dove governavano altre signorie feudali. Rodolfo di Moulins (noto anche come Rao o Rodolfo De Molisio o di Molise) fu il primo conte del Molise. Territori, quali Venafro, Larino, Trivento, Isernia, Campomarino, la montagna del Matese, Pietrabbondante, Termoli, Mignano fino a Capracotta, Capriata e Prata passarono quindi sotto la signoria dei de' Moulins. Nel contempo, la città di Campobasso assunse un'importanza economica sempre crescente riuscendo a diventare la “capitale” della Contea.
Il nome Molise, quindi, compare nel Medioevo centrale per identificare una contea di appartenenza della famiglia normanna dei de' Moulins.

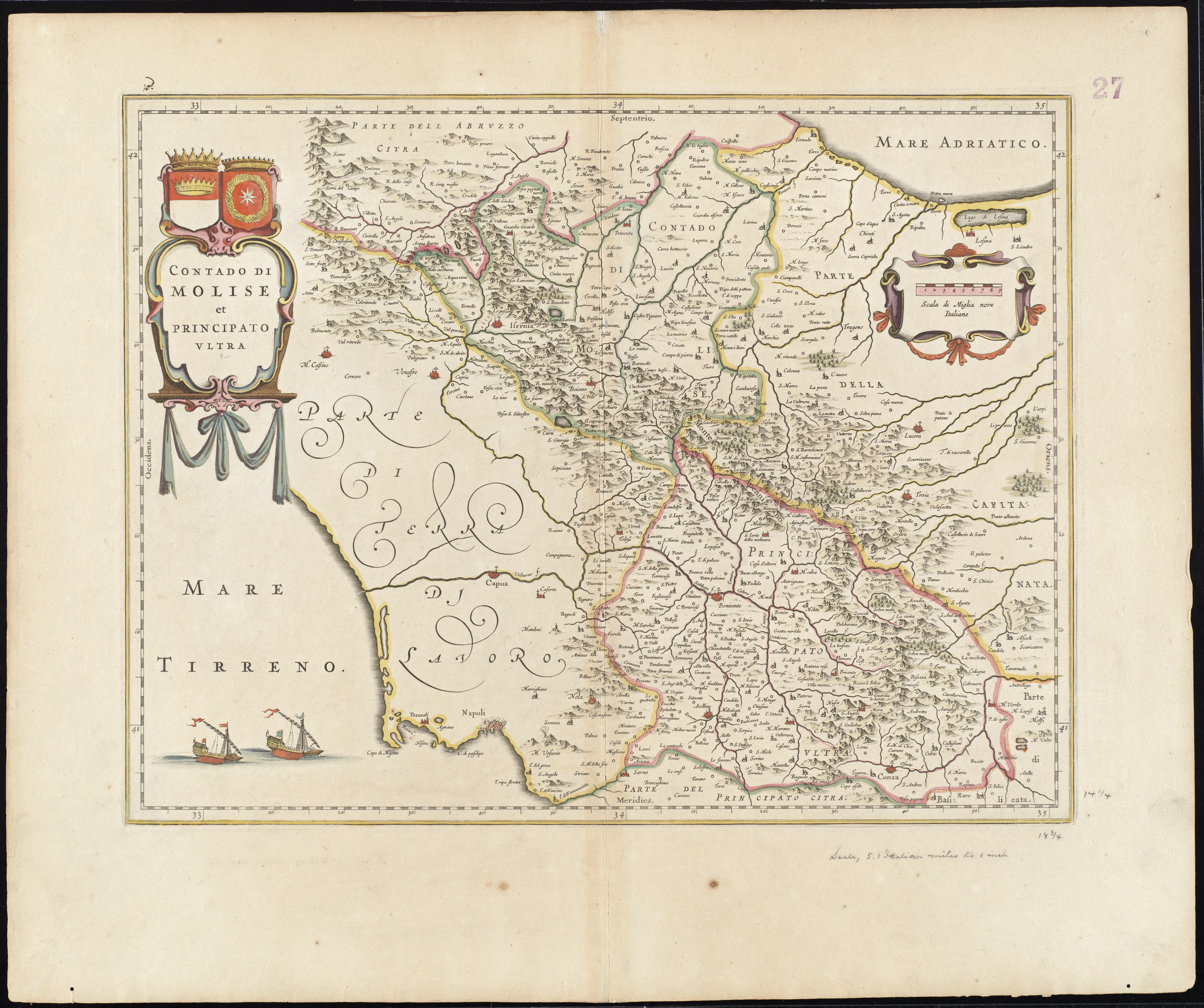
Cartina del Contado di Molise

#### Dinastia dei Conti del Molise, della casata dei de Moulins
Conte Guidomondo; Signore normanno del Castrum Molinis (Mortagne-au-Perche);
- A1. Rodolfo de Moulins (o di Molhouse, de Molinis o Molisio)- Condottiero Normanno 1º Conte di Boiano e del Comitatus Molisii (1053 ca.);
- B1. Guidmondo figlio di Rodolfo de Moulins - 2º Conte di Boiano e del Comitatus Molisii;
- C1. Rodolfo II figlio di Guidmondo e Emma d'Eboli - 3º Conte di Boiano e del Comitatus Molisii (1092);
- D1. Ugo I; 4º Conte di Boiano (1095) - Conte del Molise;

Nel 1130 Ugo II, aveva trasferito la sua dimora, da Bojano ad un Borgo Fortificato chiamato MOLISE, poco lontano da Bojano, che corrisponde al Centro Storico dell'attuale Comune di Molise (CB). Ancora oggi il Centro Storico del Comune di Molise (CB) è racchiuso da mura perimetrali e vi si accede dagli stessi punti dai quali si accedeva nel 1130 ovvero da una Porta posta e Levante e da una Porta posta a Ponente. L'impronta urbanistica del Borgo Fortificato è rimasta quasi invariata rispetto al 1130 fatta eccezione per alcune torri non più visibili ma precedentemente esistenti. La rappresentazione planimetrica del Borgo Fortificato ovvero del Centro Storico del Comune di Molise (CB) ha la forma di un diamante ai cui vertici erano presenti delle torri circolari fatto riscontrabile tuttora esaminando la planimetria dell'area urbana di cui il foglio n. 8 del Catasto di Molise (CB). Se si osservano le cartine del Contado di Molise, qui pubblicate, è possibile individuare l'ubicazione del Comune di Molise (CB) che è posizionato planimetricamente tra Frosolone (IS) e Torella del Sannio (CB). Successivamente Ugo II trasferì la sua dimora dal Borgo Fortificato di Molise (CB) a Campobasso. Nel 1144 assunse quindi il titolo definitivo di Conte di Molise unificando tutti i titoli conferiti alla famiglia de Molinis. (Riferimenti al Comune di Molise - CB inseriti da Nicolino Ugo Liberanome).
- E1. Simone; 2º Conte di Molise;
- E2. Ugo II (1128-1160); 3º Conte di Molise;
- F1. Riccardo di Molise o di Mandra[6]; 4º Conte di Molise; era il figlio di Ugo II di Molise e di una figlia illegittima del re Ruggero di Sicilia[7].
- G1. Ruggero; 5º Conte di Molise; nel 1170;

La casata dei de Molise finì nel 1326 con la morte di Guglielmo Clarisia de Molisio.
Si era, dunque, formata un'entità territoriale unificando le varie contee sotto controllo della Contea di Bojano, che i normanni chiamarono Comitatus Molisii ovvero Contado di Molise, che avrebbe conservato una propria peculiare identità nel corso dei secoli.
Il dominio della famiglia si estinse verso la fine del secolo XII. Tale condizione determino anche la fine della Contea che si smembrò in piccoli feudi.
Dai Conti del Molise discesero presumibilmente altre casate come i Montagano, i Luparia, i Pietravalle, i Montaquila, i Busso, i Castropignano, i Cantalupo, i Pescolanciano, i Santangelo, i Gambatesa, che si divisero il territorio della contea; i loro nomi derivano dai feudi di provenienza.

## Signorie normanne in Molise

### Contea di Molise
Il cognome originale dei conti normanni che conquistarono il Molise nella campagna in Sicilia, doveva essere "Hauteville-Le Guiscard", da queste località della Francia partirono i famosi 12 fratelli alla conquista dell'Italia.

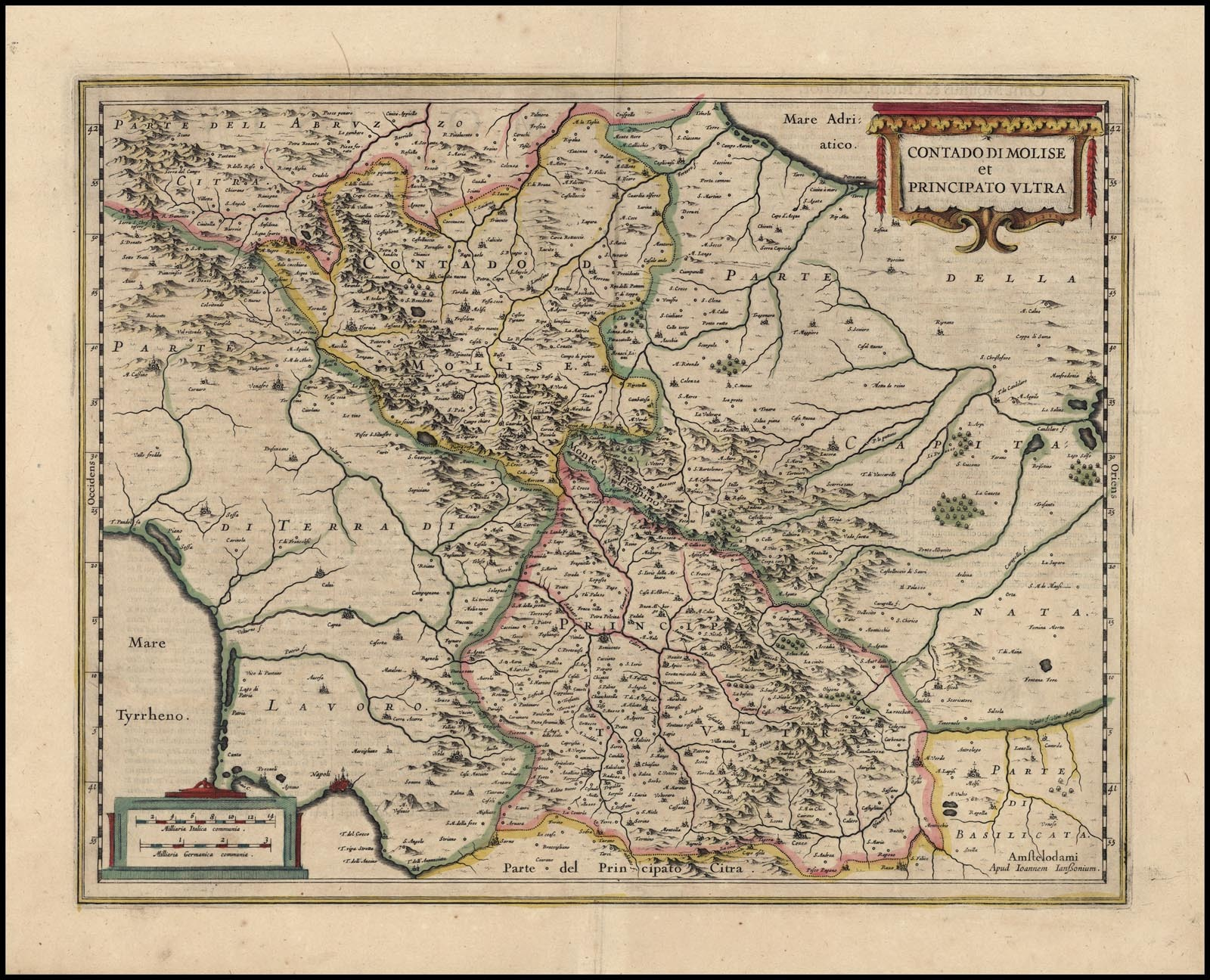
Antica mappa del Contado di Molise

Nel X secolo in Normandia è documentato il castrum Molinis, di cui è signore un tal Guimondo, alla sua morte Roberto ne fu il successore, suo secondogenito, mentre il primo, Rodolfo di Molins, partiva alla conquista dell'Italia, fermandosi a Bojano. La conquista della città molisana avvenne prima della battaglia di Civitate sul Fortore (1053). Rodolfo con l'appoggio di Roberto il Guiscardo sottoscrive un accordo in cui egli è proclamato signore della terra conquistata del Sannio, che negli anni a venire verrà chiamata "contea di Molise", probabilmente dal suo cognome.
Di questa dinastia di conti di Bojano, il nome più noto è Ugo I de Molins, figlio di Rodolfo II, nipote di Rodolfo I; Ugo conquista altri feudi estendendo la contea, come Toro, San Giovanni in Galdo, annette la contea di Venafro, nel 1105 combatte contro i signori di Borrello, un'antica famiglia di questo castello attualmente in Abruzzo, in provincia di Chieti. I Borrello controllavano l'area di cerniera naturale, formata da altre montagne rocciose, tra gli Abruzzi (allora era la contea di Chieti quell'area) e la contea di Isernia, tra i castelli di Gamberale, Pescopennataro, Sant'Angelo del Pesco, Agnone, stando in rapporti con altri potenti signori degli Abruzzi, quali i conti di Valva (Sulmona), i conti Attoni di Chieti, e altri.
Ugo I strappa i possedimenti di Agnone e Trivento, dotata di diocesi, prende Pietrabbondante con il castello, arrivando ad estendere i confini sino al fiume Sangro a nord, mentre a sud, la contea di Molise arriva a toccare i confini di Foggia e di Lesina. Il figlio di Ugo, Ugo II, si allea contro Ruggero II di Sicilia, con Roberto di Capua e Rainolfo d'Alife, scatenando una guerra. Ugo subisce la confisca dei beni, anche se successivamente sarà reintegrato a guardia della Contea di Molise, subendo però la confisca di Castel Volturno, importante presidio del fiume che sbocca sul Tirreno, e le terre verso la costa molisana alla foce del Biferno, compresa Termoli.

### La Contea di Loritello
Altra importante signoria dell'attuale Molise insieme al Contado di Bojano, fu la contea di Loritello, avente il nucleo centrale nell'attuale comune di Rotello (CB). Dopo la battaglia di Civitate del Fortore (1053), i Normanni si spartirono le terre conquistate; Goffredo, fratello di Roberto il Guiscardo, attacca la signoria di Larino, espugna il castello di Morrone del Sannio. Suo figlio Goffredo fu nominato "conte di Loretello", continuando l'espansione nelle campagne molisane.
Inoltre conquista la città importante di Chieti negli Abruzzi, che affida al controllo di Drogone, scatenando una guerra contro gli storici signori franchi degli Attoni e Trasmondi, che si risolverà nel 1076 a Ortona con una battaglia, in cui il conte teatino Trasmondo III perse i suoi beni. La contea di Chieti fu annessa a Loritello, sicché i Conti di Loritello si trovarono con una signora molto estesa, sino alle foci del fiume Pescara, avendo il controllo diretto su molti scali portuali come Ortona e Vasto.
Roberto II, figlio del Guiscardo, collaborò con la Chiesa di Roma, presenziando al concilio di Troia (1115) indetto da papa Pasquale II; si stabilì che Roberto avrebbe dovuto governare in pace, e fermare l'avanzata di Arrigo V, e bloccare le guerre intestine per i feudi della Capitanata in Puglia. Guglielmo, signore delle Puglie, tradì Ruggero II di Sicilia per schierarsi col fuoriuscito Lotario III nel 1137, facendo accedere liberamente a Termoli, la porta del mare del Molise. Guglielmo si vendicò, conquistando Termoli e incamerandola nel regio demanio.
Roberto invece cercò di mantenere il controllo della contea di Loritello, facendone assumere il titolo a Roberto II di Bassavilla, condottiero spregiudicato e arrivista, che scatenerà nuove guerre intestine contro i sovrani normanni di Palermo.

## Dal 1221 al 1806, dal Contado di Molise alla Provincia di Molise

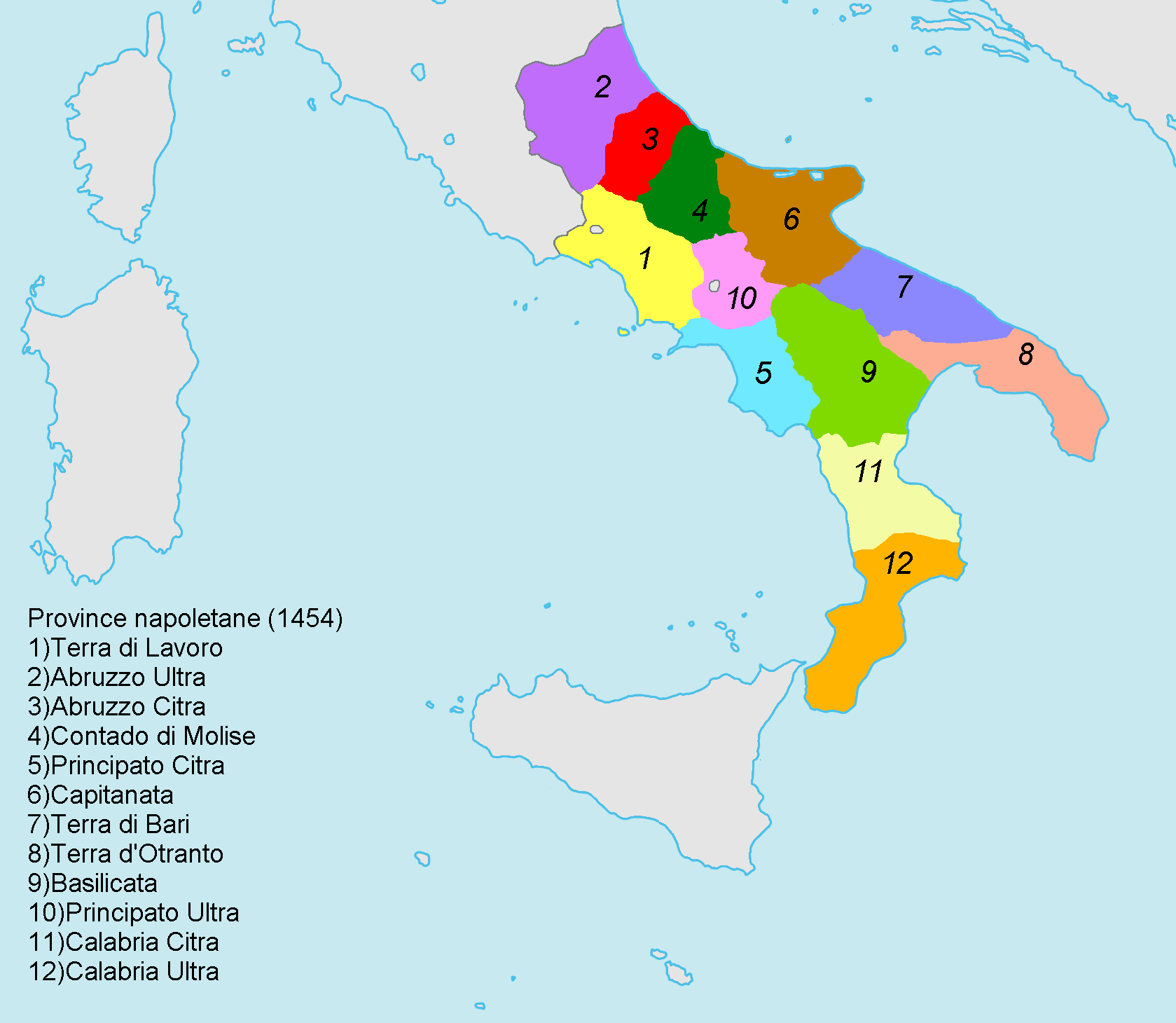
Il Molise nel Regno di Napoli nel 1454

L'integrità del contado di Molise, come detto, fu conservata fino al 1221, anno in cui Federico II di Svevia attaccò e conquistò Boiano convocandovi i feudatari e i nobili a lui fedeli. In quell'anno il Molise divenne la sede di un giustizierato (Justitiaratus Molisii), cioè di un distretto di giustizia imperiale, dove l'autorità del re si sovrapponeva a quella dei feudatari.
La contea di Molise venne di fatto unita alla Contea di Loritello (attuale Rotello) formando un'unica entità amministrativa e territoriale che però, fu aggregata, prima, alla "Terra di Lavoro" (corrispondente all'attuale provincia di Caserta ed a parte delle attuali province di Frosinone e di Isernia) e poi, dal 1538, durante la dominazione spagnola, alla Capitanata (corrispondente all'attuale Provincia di Foggia).
La contea di Loritello e il Contado di Molise erano entrambe Normanne i De Molisio e Loritello, che anche dopo la fusione mantennero possedimenti ed il controllo dei rispettivi territori.
Fu questo un periodo di isolamento e di grave crisi economica e sociale, data la presenza sul territorio di numerose bande di briganti.
Castelli e casate del Molise al tempo Contado del Molise 1221 - 1806:
| Pos. | Comune            | Nome del Castello             | Periodo     | Famiglia                   |
| ---- | ----------------- | ----------------------------- | ----------- | -------------------------- |
| 1    | Campobasso        | Castello Monforte             | XIV secolo  | Monforte-Gambatesa         |
| 2    | Castropignano     | Castello d'Evoli              | XIV secolo  | d'Evoli                    |
| 3    | Termoli           | Castello Svevo                | XIII secolo | nd                         |
| 4    | Civitacampomarano | Castello Angioino             | XIII secolo | Alfonso I d'Aragona        |
| 5    | Monteroduni       | Castello Pignatelli           | XIII secolo | d'Ardicourt poi Pignatelli |
| 6    | Venafro           | Castello Pandone              | XIV secolo  | Pandone                    |
| 7    | Gambatesa         | Castello di Gambatesa         | XIV secolo  | Pietravalle poi De Capua   |
| 8    | Ferrazzano        | Castello Carafa di Ferrazzano | XIII secolo | Carafa                     |

## Periodo svevo: Federico II conquista il Molise
Federico II di Svevia comparve in Molise nel 1221-1223, quando dovette affrontare la ribellione dei Conti dei Marsi, all'epoca la contea abruzzese era una delle più potenti del periodo normanno, aveva la sede a Celano, il conte era Tommaso dei Marsi, che aveva conquistato nel frattempo vasti feudi con alleanze matrimoniali, arrivando a controllare la roccaforte di Bojano, il castello d Civita Superiore. Federico attirò Tommaso in una trappola attaccando proprio Civita. Tommaso raggiunse Bojano e cacciò i signori messi in controllo provvisorio da Federico, poi raggiunse la moglie Giuditta nel possedimento molisano di Roccamandolfi (IS).
Federico rispose affidando il controllo della campagna a Tommaso d'Aquino, conte di Acerra e giustiziere di Puglia, la rocca di Bojano fu nuovamente assediata, poi Tommaso d'Aquino passò a Roccamandolfi, mentre nello stesso tempo ordinava l'assedio di Celano. Alla vista di ciò, Tommaso dei Marsi non si dette per vinto, e saputo dell'assedio a Ovindoli, roccaforte a nord di Celano, mentre nella stessa patria dei celanesi fuoriusciti si erano venduti a Federico, Tommaso piombò su Ovindoli, la liberò, e poi attaccò Celano.
Federico II, dopo aver stretto accordi diplomatici con papa Onorio III, serrò ancora di più l'assedio, passando ad attaccare Roccamandolfi, sempre affidando il controllo a Tommaso d'Aquino, che riuscì a corrompere Giuditta. Caduta la roccaforte, Tommaso dei Marsi dovette arrendersi a Federico, che lo punì bruciando la città di Celano, salvo poi ridargli il controllo della contea, ma con molti meno privilegi rispetto a quanto i signori dei Marsi avevano acquisito dal IX secolo sino al XIII.

## Molise angioino
Il passaggio di Federico II di Svevia in Molise si vede dalla cinta muraria di Termoli, con il castello Svevo del 1247. Termoli divenne per secoli il distretto portuale principale del territorio, come lo è ancora oggi, favorendo l'economia, almeno dei centri stanziati alla foce del fiume Biferno.
La città tuttavia non sarà esente da attacchi navali, come quelli dei Veneziani del XV secolo, e quelli turchi e saraceni, di cui si ricorda l'invasione dell'agosto 1566 da parte delle galee di Pyali Pashà, dopo aver saccheggiato la vicina Vasto.

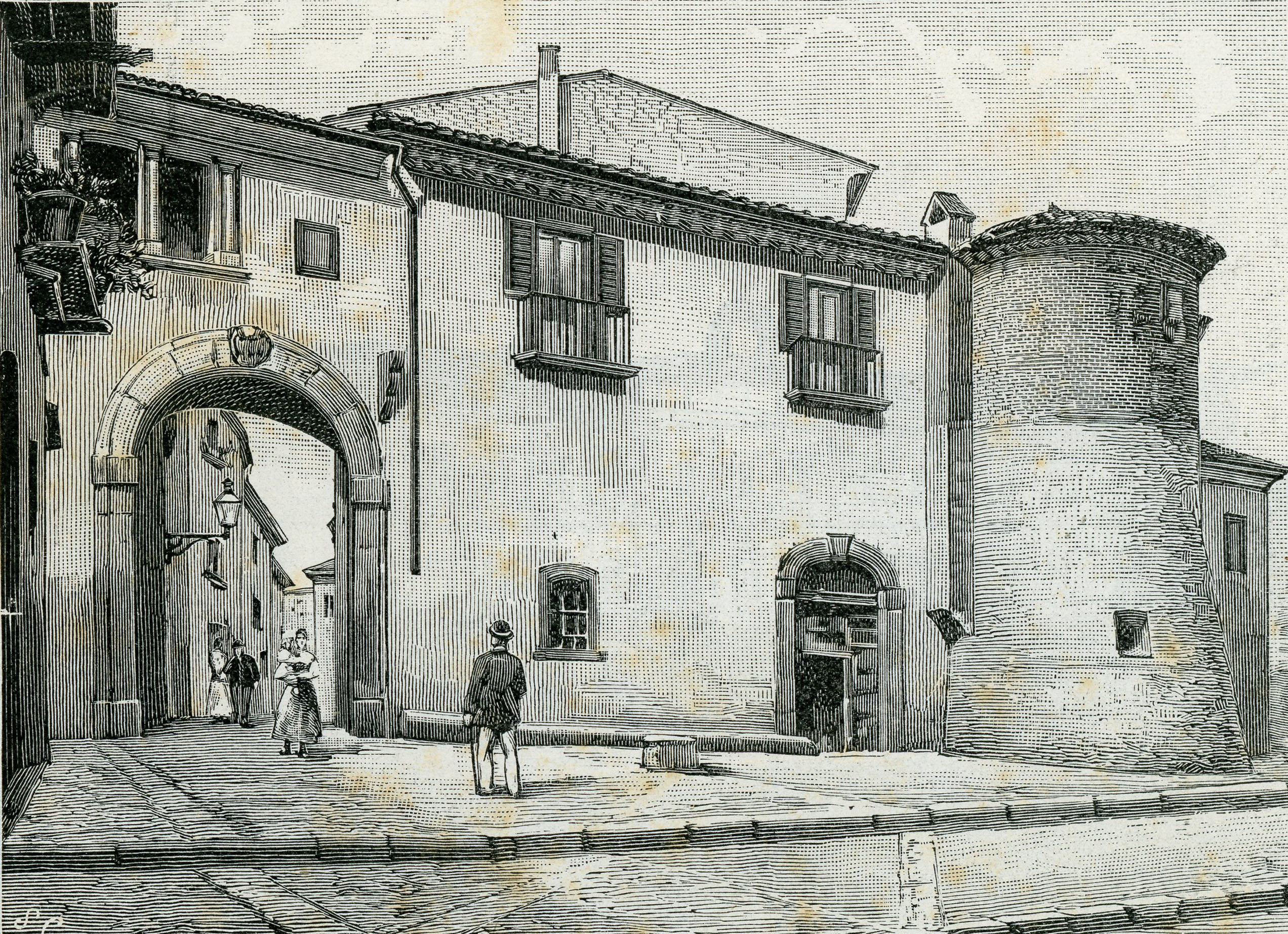
Campobasso: Porta Sant'Antonio

La presenza successiva degli Angioini, da Carlo I a Luigi, è attestata dal giglio francese presente in alcune chiese, come nel portale del Duomo di Larino e della chiesa dell'Annunziata di Venafro.
Quando ai fatti storici, con Federico II le storiche contee normanne furono abolite, sicché anche la storica Contea di Molise con sede a Bojano, e la contea di Loritello cessarono di esistere; si assistette a una vera e propria illuminata riorganizzazione territoriale-amministrativa, venendo creato nel 1233 un giustizierato del Molise, con sede amministrativa a Campobasso, separato dagli Abruzzi dai fiumi Sangro e Trigno, dalla Capitanata di Puglia dal lago di Guardialfiera, a ovest dalla Terra di Lavoro dai monti del Matese, e dal Monte Croce di Venafro.
I cadetti di Federico II, rimasti al governo dei territori conquistati, nel 1247 rifecero ricostruire il castello di Termoli, massima espressione della presenza federiciana in Molise. Dopo gli eventi di Manfredi di Svevia e Corradino di Svevia, sconfitto nel 1268 a Tagliacozzo, il Molise fu inglobato nel nuovo regno di Carlo I d'Angiò. Sicché il sovrano assegnò vari castelli a cadetti di provenienza francese, ma ormai napoletanizzata, rispetto ai signori franco-provenzali. Le famiglie più influenti che ebbero i castelli assegnati, furono:
- Castelluccio: feudi di Acquaborrana e Bagnoli del Trigno, passati poi ai Caldora nel XV secolo, Fossalto, Limosano
- Cantelmo: importante famiglia francese stabilitasi negli Abruzzi alla rocca di Popoli, in Molise avevano i feudi Campomarino, Sepino, Petrella Tifernina, Roccavivara, Montenero di Bisaccia
- Acquaviva: importanti duchi di Atri nella contea di Teramo, avevano i feudi di Campodipietra, Montagano con la contea e i castelli di nuova fondazione di Frosolone, Casacalenda, Ripabottoni, Sant'Angelo Limosano, Duronia, Campolieto, Guardialfiera, Provvidenti.
- Gambatesa: feudo di Campobasso, Castellino del Biferno, Mirabello Sannitico, Tufara, Montefalcone nel Sannio, Termoli. Successivamente si stabilirono a Gambatesa.
- Del Balzo, principi di Taranto: Civitacampomarano, Montorio nei Frentani, passati poi agli Zurlo.
- Carafa: signori di Cercemaggiore, Capracotta, Carovilli, Carpinone, Pietracupa, Gildone
- D'Evoli signori di Castropignano: feudi del Vasto, Monteroduni, Castelpizzuto, Roccamandolfi, Roccasicura
- Caracciolo (1320): feudi di Agnone, Lupara, Casacalenda

## Nascita e sviluppo di Campobasso
Campobasso esisteva in un certo senso già nell'epoca italica sannitica. Era un piccolo agglomerato fortificato che sorgeva sopra il Monte Castello, di cui esistono ancora ruderi di una torre di controllo Torre Janularum. Nell'epoca longobarda-franca, Campobasso non era sviluppata come una città vera e propria, ma aveva dei terreni presso la piana del fiume Biferno, e veniva citata nei documenti come Plana Campi Bassi, gli storici hanno supposto che i cittadini si erano stabiliti in poche case ai piedi del monte della torre sannitica, e che i confini amministrativi dell'abitato furono ridisegnati varie volte per distruzioni portare dai saraceni nel IX secolo, e per terremoti.

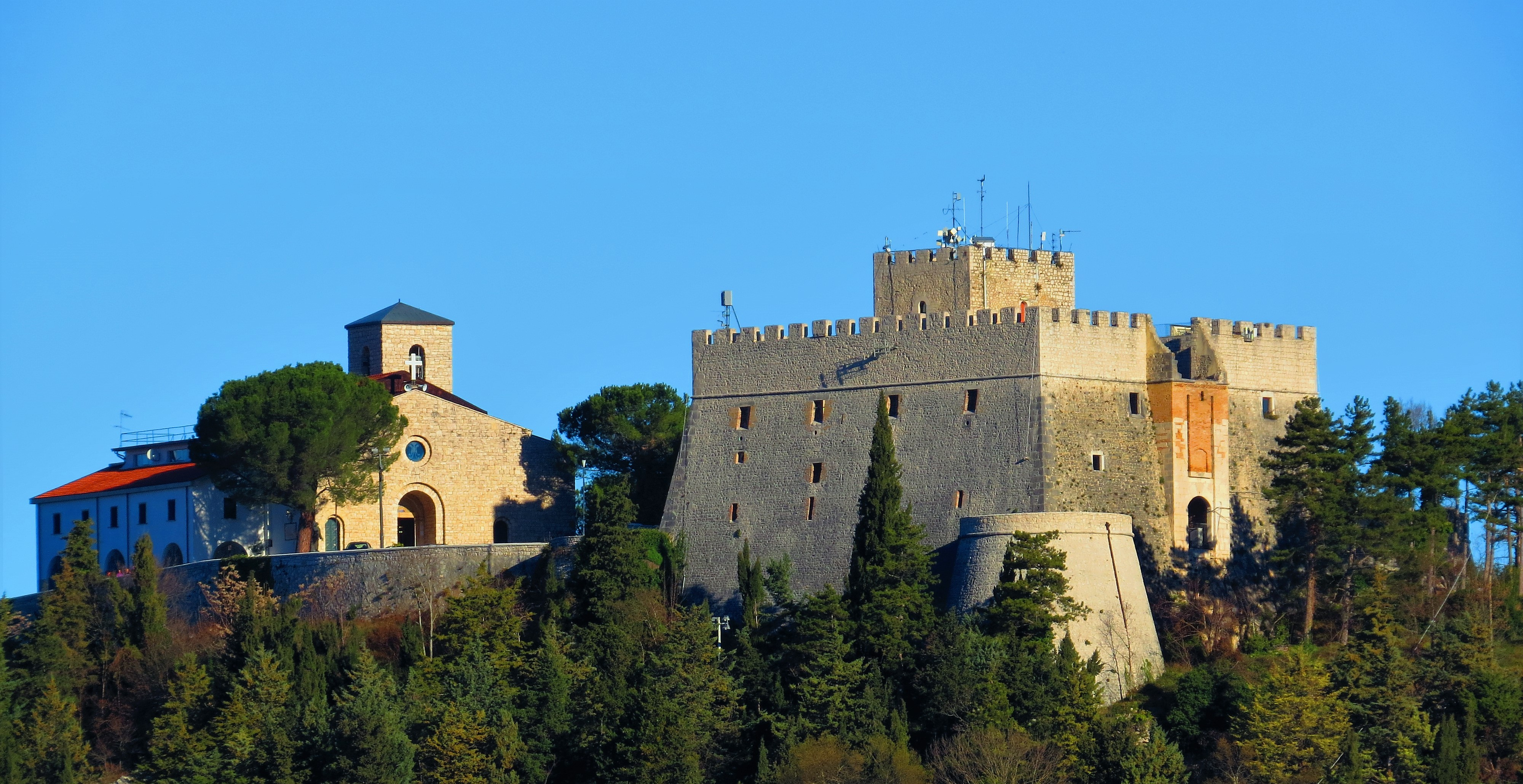
Il monte di Campobasso col castello Monforte e la chiesa di Santa Maria del Monte

Infatti presso la chiesa di San Bartolomeo, a Torre Terzani, i confini delle mura sono stati rifatti ben tre volte (IX-XIII secolo). La conta muraria dell'abitato sannita doveva estendersi per tutto il monte del castello, sino alla chiesa di San Giorgio, usata come cappella del cimitero. La seconda cinta muraria più estesa inglobava le chiese di San Bartolomeo e San Mercurio (oggi sconsacrata).
Nell'epoca Normanna, quando si procedette a dare di nuovo importanza al traffico delle merci e delle pecore lungo i tratturi abruzzesi e molisani verso la Puglia, Campobasso che era una stazione di passaggio, tornò a prosperare. Nell'XI secolo Campobasso divenne la sede del conte Ugo I de Molisio, signore di Bojano, che fece ricostruire il castello, in una pergamena del 1099 è attestata l'esistenza di un abitato, con la chiesa di San Giorgio.

### Campobasso nel XII-XIV secolo
La città nel 1100 è nominata nei documenti come "civitas", segno che era un abitato vero e proprio con mura e castello, sede di importanti fiere. Con l'arrivo degli svevi, l'abitato si sviluppò verso est, nell'attuale quartiere San Paolo, dunque estendendosi a ventaglio dalla cima del monte Castello, avendo come limiti estremi porta San Paolo, e porta Sant'Antonio. Con l'arrivo degli Angioini nel Regno di Napoli, Campobasso viene assegnata in feudo all'importante famiglia dei Monforte, che eresse presso il piano della Fiera la chiesa di San Leonardo, divenuto ormai il nuovo centro pulsante della città.

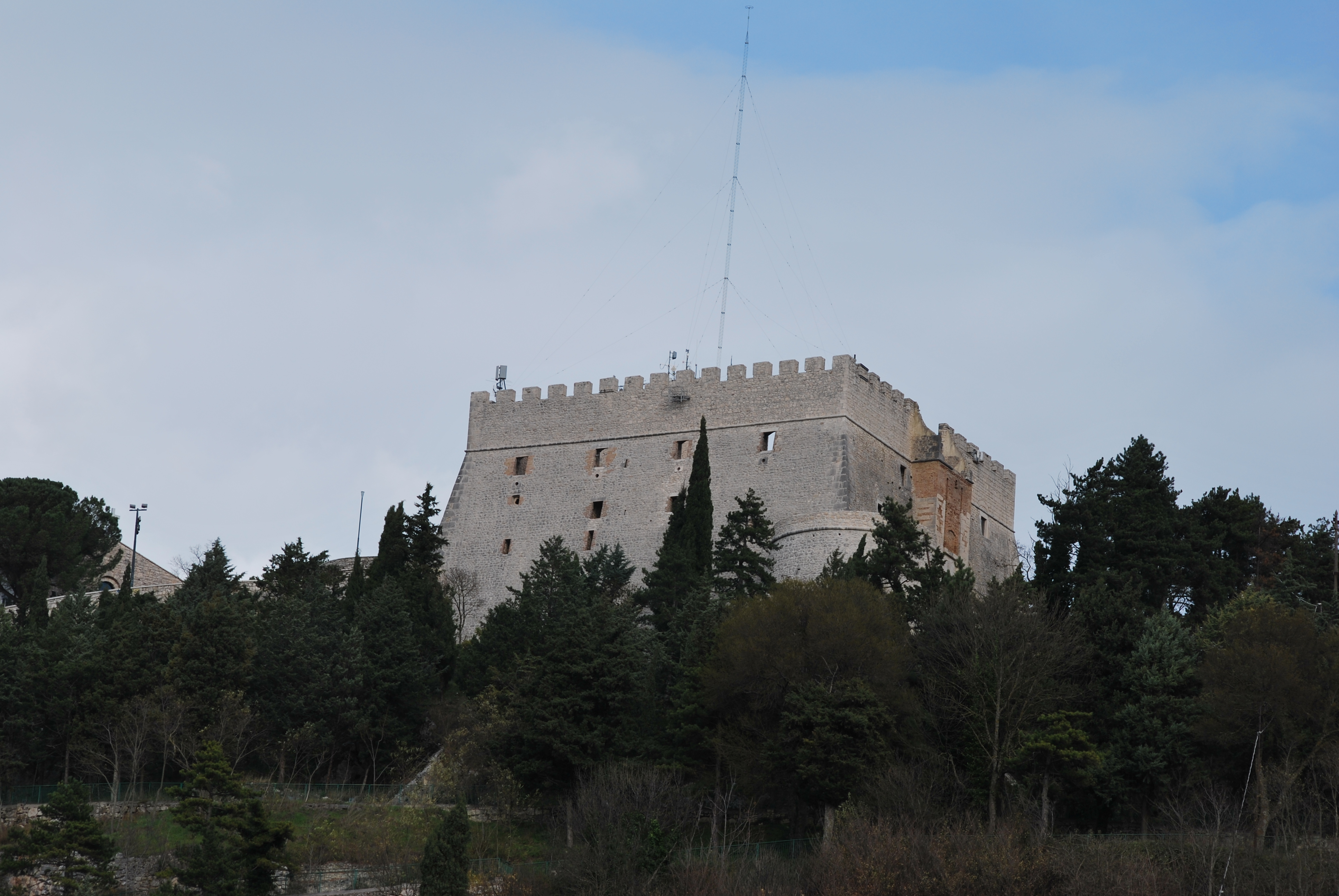
castello Monforte

Nel 1450 Campobasso passa al Conte Nicola II Monforte, che fu in buoni rapporti con l'aragonese Alfonso I di Napoli, benché si ribellò al figlio Ferrante d'Aragona. Nel 1456 Cola II fu protagonista di un evento catastrofico che sconvolse Campobasso, il terremoto del Sannio, che distrusse la città e molti centri d'Abruzzo, Molise e Campania. Cola si riadoperò per la ricostruzione della città, demolendo quanto restava del vecchio castello e delle mura, ricostruendo una nuova e vasta cinta che abbracciasse tutto l'abitato che nel frattempo si era sviluppato intorno alla piazza San Leonardo, eresse il nuovo castello in cima al monte con la cappella palatina di Santa Maria del Monte, stando attendo alle nuove tecniche di architettura militare, come i torrioni a scarpa a pianta cilindrica, che ancora oggi cingolo il maniero.
Anche le mura, interrotte da torri di guardia con delle porte, ancora oggi dimostrano l'efficienza di questo piano di ricostruzione, malgrado le sovrapposizioni di abitazioni dei secoli a venire, e le demolizioni ottocentesche. Data la ribellione di Nicola Monforte a Ferrante, nel 1463 il sovrano di Napoli bruciò i feudi campani dei Monforte, come Pontelandolfo, sicché il conte fu costretto ad abbandonare Campobasso.

## Il Molise nell'epoca rinascimentale-aragonese
Il XV-XVI secolo fu per il Molise il periodo più proficuo durante la reggenza aragonese del trono di Napoli. Tuttavia la terra fu coinvolta nelle lotte di successione angioino-aragonese tra Alfonso V d'Aragona e Giovanna II d'Angiò. Le famiglie nobili che governavano i feudi molisano furono inevitabilmente coinvolte, come il capitano Jacopo Caldora, che aveva i possedimenti di Carpinone e Trivento. Alla morte di Alfonso, il figlio di Jacopo, Antonio Maria, si ribellò al sovrano, subendo confische di beni, un incontro stesso col sovrano Ferrante al castello di Carpinone, in cui si raggiungeva un accordo, rotto poi da nuove ribellioni di Antonio Caldora.

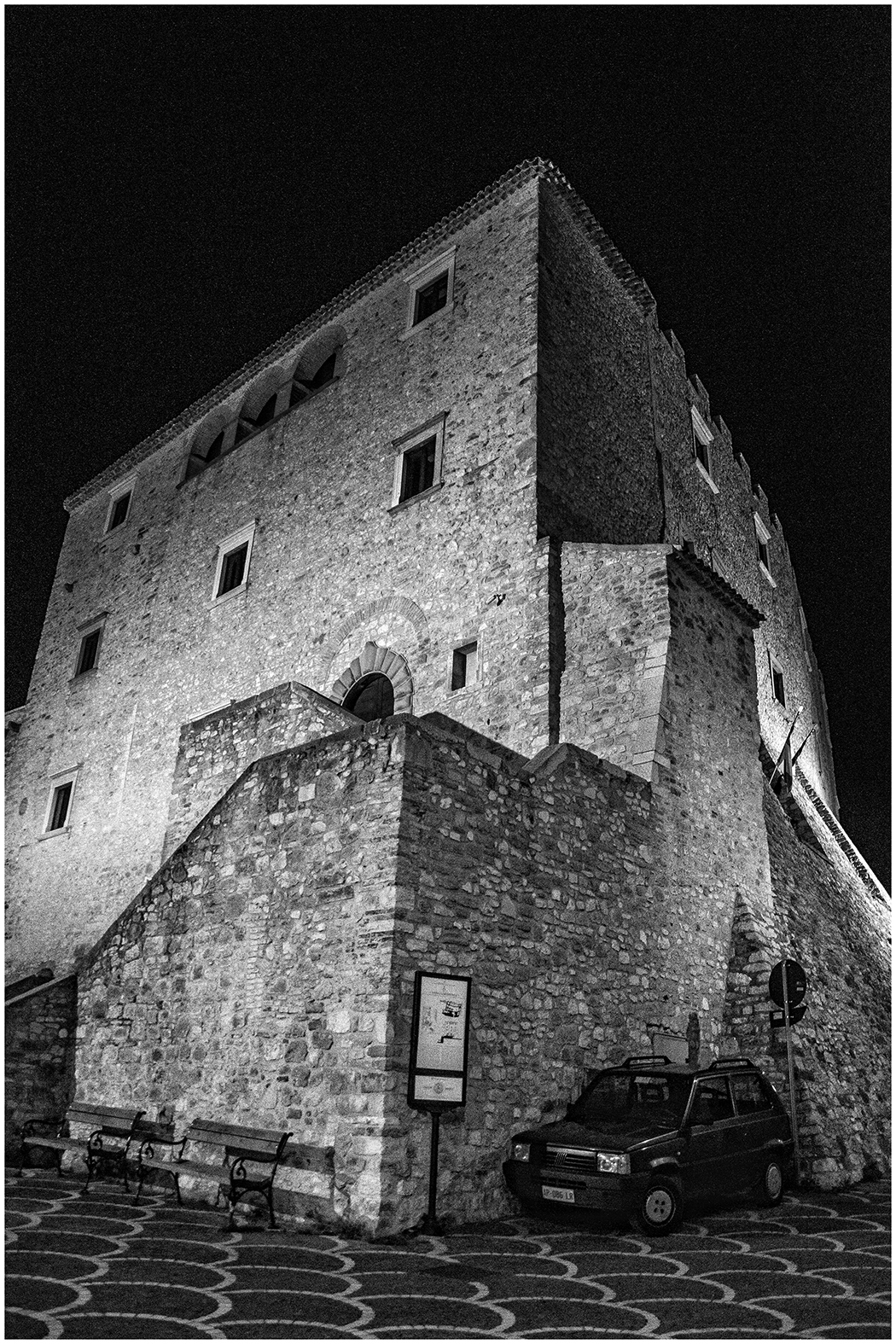
castello De Capua a Gambatesa (CB)

Nella battaglia di Sessano del 1442 Antonio fu sconfitto, privato di vari possedimenti conquistati dal padre Jacopo. Come accennato, la signoria più proficua in Molise durante la reggenza aragonese fu quella dei Monforte, che strinse alleanze matrimoniali con i conti De Sangro, famiglia nobile esistente sin dall'XI secolo negli Abruzzi, nell'area tra Penne e Sulmona. I Monforte erano i signori di Campobasso, Termoli, Oratino, Campodipietra, Gambatesa, Pontelanfoldo, Celenza sul Trigno, Pesche. Ereditarono altri feudi da Giovanna contessa di Celano, sposata a Nicola Monforte: Roccavivara, Raiano, Guglionesi.
Altre famiglie nobili:
- De Sangro: signori di Civitacampomarano e Ferrazzano
- D'Aquino: signori di Loreto Aprutino, con Bagnoli
- Pandone: principi di Venafro, Cerro al Volturno, Rocca Bojano, Fornelli, Pizzone, Colli a Volturno, Macchiagodena
- Siliberto Neri: marchesi di Acquaviva Collecroce, baroni di Montemitro

I Monforte verso l'apogeo del potere, si allearono con i conti Gambatesa, che avevano l'omonimo feudo in Molise. Dopo che Nicola II Monforte fu esiliato da Ferrante d'Aragona nel 1463, per aver preso il partito angioini di Giovanni d'Angiò nel tentativo di conquistare Npaoli, il controllo dei feudi passò a Riccardo da Gambatesa. Il Molise prosperò grazie al governo di Alfonso d'Aragona, che nel 1447 regolarizzò definitivamente sino al XIX secolo le leggi della transumanza, istituendo la Regia Dogana a Foggia.

## Presenza croato-albanese in Molise
Sempre alla metà del XV secolo è da attribuire la fondazione di numerosi territori lungo la pianura che volge verso il mare, tra Petacciato e Termoli. Per via del disastroso terremoto del 1456 che distrusse Bojano, Isernia e Campobasso, molti centri della piana verso il mare si spopolarono, e vennero rifondati dai profughi albanesi e croati, fuggiti dopo l'espansione ottomana, successiva alla caduta di Costantinopoli, presa dai turchi nel 1453. Tali popolazioni capitanate da Giorgio Castriota Scanderbeg ripopolarono o fondarono vari villaggi e ancora oggi molte di queste località: Ururi, Portocannone, Palata, San Giacomo degli Schiavoni, Santa Croce di Magliano, Sant'Elia a Pianisi, Acquaviva Collecroce, Montemitro, presentano un carattere orografico del borgo completamente diverso dal classico impianto fortificato dei borghi molisani; oltretutto sono provvisti di una minoranza linguistica albanese o croata. Di religione cristiana, osservavano inizialmente la confessione greco-ortodossa (in particolar modo gli albanesi emigrati dai territori adiacenti alla Grecia), passando a quella cattolica nel corso dei secoli successivi.

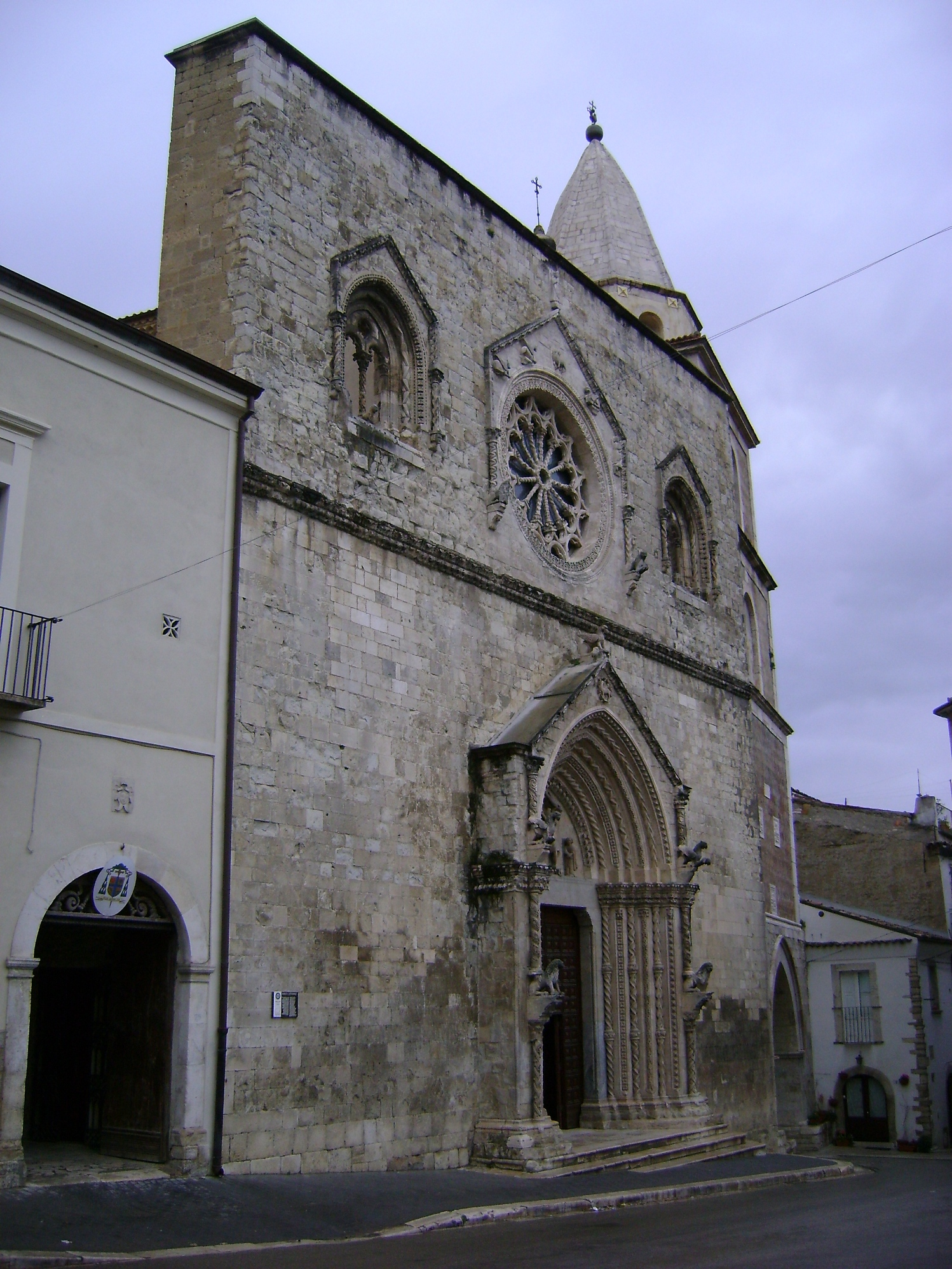
Duomo di Larino

## Il Molise nel XVII-XVIII secolo
Nel Quattrocento, un'altra nobile famiglia, di origini napoletane, fu quella dei Pandone, che acquisirono vari feudi presso il Volturno e Venafro (sede principale del potere). Nel 1457 il Contado di Boiano insieme a Macchiagodena e Venafro appunto andarono in feudi a Scipione Pandone, tale famiglia possiederà il territorio venafrano sino al 1531, riformando artisticamente e architettonicamente la città, e decorano gli interni del castello con magnifici affreschi.
Altra importante famiglia napoletana che ebbe vari feudi in Molise fu quella dei Capua, che per mezzo di Matteo, che combatté ad Otranto contro i Turchi, ottenne dei privilegi. Andrea di Capua, morto nel 1511, ottenne con Alfonso d'Aragona il feudo di Gambatesa (CB), Campobasso, Montagano, divenendo "signore" di Termoli. Il figlio Bartolomeo I ottenne anche il feudo di Riccia, stabilendovi la sua dimora gentilizia, e arricchendo il castello, facendo anche impiantare la "zecca" per stampare bolognini, con privilegio di Ladislao di Durazzo re di Napoli. I Capua furono feudatari di queste terre sino al XVIII secolo, quando il contado si disgregò, andando in mano a diverse famiglie, tra cui i Carafa, i Caracciolo, i Sanfelice, il duca di Castropignano. I Carafa furono signori di Campolieto e Ferrazzano. Queste piccole signorie si spartirono il territorio del Molise (la parte di Campobasso in parte aggregata alla Capitanata di Foggia), l'altra di Isernia e Venafro che in gran parte andava a costituire la porzione settentrionale della Terra di Lavoro, smantellata solo nel 1927 con la creazione di alcune province.
La signoria di vari piccoli appezzamenti di terra, nel Molise terminarono con l'abolizione del feudalesimo nel 1806, per via delle leggi napoleoniche. In questo contesto, sino al 1860, si crearono molti comuni, e soprattutto dopo l'Unità, per non creare casi di omonimia con altri centri del nuovo regno costituito, vennero aggiunti ai toponimi storici termini geografici che si rifacevano allo storico territorio dei Sanniti italici, ossia il "Samnium". Non è difficile infatti notare varie aggiunte locative come "del Sannio -nel Sannio - dei Frentani - Sannita" (Rioneto, Montefalcone, Petrella, Forlì, Civitanova, Torella).

### Arte in Molise durante il Viceregno spagnolo
In coincidenza con l'umanesimo, nei primi anni del Quattrocento, nel Molise entrò il rinascimento, favorito anche nel campo architettonico dalla necessità di ricostruire alcuni borghi e città distrutte dal terremoto del 1456, come Campobasso soprattutto. Tale terremoto tuttavia distrusse anche opere rinascimentali che erano state già completate, sicché di questo periodo artistico nella regione si contano pochi esemplari, danneggiati irreparabilmente anche dal terremoto del 1805. Timidi esempi di costruzioni rinascimentali si hanno soprattutto nei palazzi signorili di Agnone, nella chiesa di Sant'Antonio abate di Campobasso, e nella chiesa di Santa Maria delle Grazie a Riccia (CB). Fu costruita nel '500, con la facciata decorata da due grandi paraste, portale rettangolare centrale, e in alto la trabeazione formata da architrave, fregio e cornice. Il rifacimento della chiesa madre di San Marco ad Agnone comportò la realizzazione di un portale in stile veneziano, per la presenza di numerose maestranze in loco; a Gildone nella chiesa di Sant'Antonio venne realizzato un dipinto di scuola umbra della Madonna col Bambino tra angeli e santi.

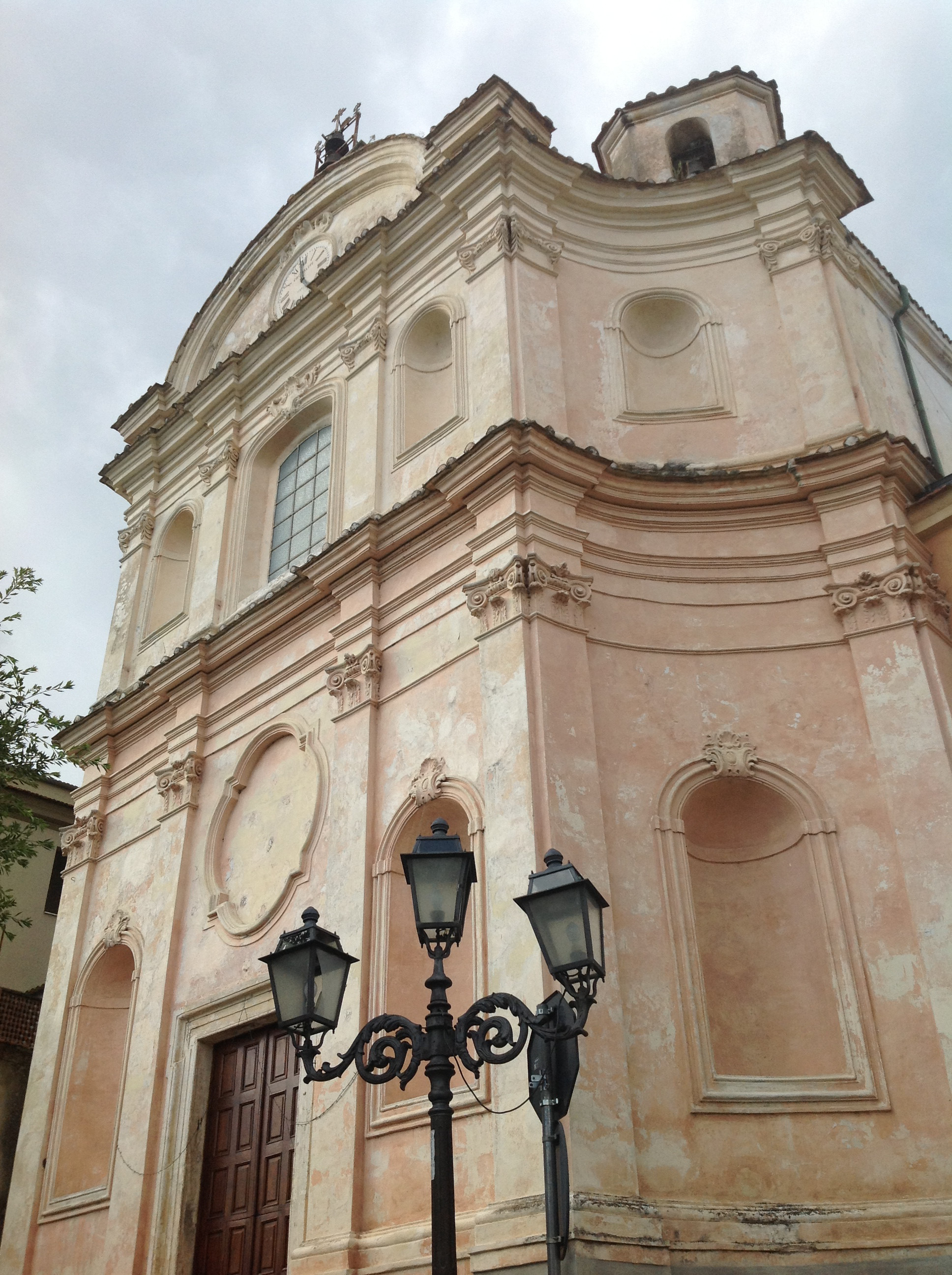
Chiesa del Purgatorio a Venafro

Nel Rinascimento si hanno le prime attestazioni ufficiali, a anche in documenti dei fonditori di campane della dinastia Marinelli in Agnone, presso la Fonderia Pontificia Marinelli, benché campane esposte nel museo dimostrino che l'attività di fonditori risalga almeno al XIII secolo. Agnone per secoli, grazie anche alla presenza di mercanti veneziani, fu una cittadina fiorente nell'alto Molise.
L'epoca rinascimentale in Molise, per quel che rimane, costituisce il fiorire dei palazzi signorili, ricavati per lo più dei castelli medievali. Ne sono testimonianza il Palazzo Santangelo, Nuonno, D'Onofrio, e Apollonio presso Agnone; il palazzo vescovile di Antonio Attilio a Sepino, il Palazzo Carafa di Jelsi, il palazzo marchesale di Fornelli, il palazzo baronale ricavato dal castello ducale di Macchia d'Isernia e quelli di San Martino in Pensilis. In dimore principesche furono trasformati anche i castelli di Ferrazzano, Riccia, Pescolanciano, Carpinone, Bagnoli del Trigno, Monteroduni, Venafro. Per quanto riguarda l'arte sacra, si ricorda innanzitutto la Dormitio Virginis, pittura su tavola presso la chiesa di Santa Maria Assunta di Riccia; l'altare in pietra del 1543 e il fonte battesimale del 1580, situate nella chiesa madre di Lucito (CB); la copia della Sacra Sindone presso la Collegiata di Santa Maria Assunta a Ripalimosani, con la torre campanaria alla cuspide cipollinea del 1532, coeva di altre torri campanarie presenti nel territorio, che hanno affinità soprattutto con i due campanili di Venafro, delle chiese dell'Annunziata e del Cristo Re.
Di questo periodo sono anche la croce in pietra di Castelbottaccio di Antonio De Cristofaro (1550), e quella di San Giovanni in Galdo; nella Cattedrale di Larino sono stati realizzati pannelli lignei dell'Ultima Cena e il "Trasporto di San Pardo a Larino"; nella chiesa madre di Macchia Valfortore si trovano dipinti pregevoli di Antonio Solario, detto "lo Zingaro", opere di lui sono conservate anche a Casacalenda.

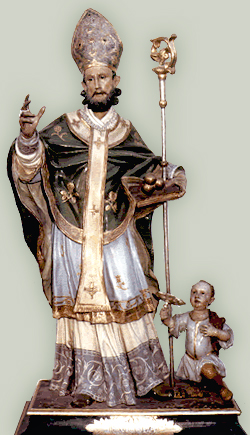
Statua di San Nicola di Bari di Paolo Saverio di Zinno, conservata a San Severo

Il tardo Rinascimento molisano è caratterizzato dalla figura di Fabrizio Santafede, che realizzò la Natività per la chiesa madre di Casacalenda, mentre la Vergine del Rosario, che era custodita a Lucito, è nel Museo Nazionale d'Abruzzo a L'Aquila; dipinti del XV-XVI secolo di vari autori, alcuni ignoti, si trovano presso l'episcopio e nel Santuario dei Santi Cosma e Damiano a Isernia, e nelle chiese madri di Pesche, Guglionesi, Agnone, e Cerro al Volturno. A Campobasso, presso il Palazzo Magno, si trova una tela del 1592 ritraente Pace tra i Crociati e i Trinitari; affreschi di scuola benedettina si trovano nella chiesa di Santa Maria delle Grotte presso un romitorio nel territorio comunale di Rocchetta a Volturno (IS), così come pitture presso la cripta di San Casto nel Duomo di Trivento (XIV secolo).
Nell'epoca di transizione dal rinascimentale al barocco, l'artista famoso di interesse nel centro-sud Italia fu Antonio Solario da Chieti, detto "lo Zingaro". Di origini venete, si ispirò alle tele di Vittore Carpaccio, tra le sue opere ci sono il dipinto della chiesa madre di Casacalenda, ritraente la morte di San Giuseppe; a Montorio nei Frentani nella chiesa di Santa Maria Assunta realizzò l'Assunzione, a Rotello nella chiesa di San Nicola realizzò la Deposizione.
La matrice di fondo della pittura molisana barocca è data dalla scuola di Napoli, Paolo Gmaba fu amico del Solimena, cui si attribuiscono Caduta degli Angeli nella chiesa parrocchiale di Ripabottoni, la tela dell'Immacolata nella Cattedrale di Larino, e Cacciata dei mercanti dal Tempio nel convento di San Francesco, sempre nella stessa città, e La Pietà nella chiesa di San Martino a Castelpetroso. Paolo Gamba (1712-82), molisano di Ripabottoni, realizzò numerosi dipinti per la chiesa parrocchiale del paese natio, lavorando anche in Puglia e Abruzzo, e nel Lazio. Nella chiesa madre di Ripabottoni si conservano le tele della Madonna del Rosario - Maria SS. del Carmelo - San Rocco con gli angeli; altre sue opere sono a Fossalto, Sant'Elia a Pianisi, Colletorto, Agnone nella chiesa convento di San Francesco, poi a Casacalenda presso la chiesa di Santa Croce. Altro pittore molisano barocco fu Benedetto Brunetti di Oratino, che realizzò tele per la chiesa madre dell'Assunta, e per lo splendido oratorio del Carmine, interamente rivestito in legno intagliato e dorato, con tele.

## Il Molise durante il 1798-99
Le memorie di Alfonso Perrella ricordano come anche il Molise fu interessato dalle sommosse antiborboniche, specialmente nei centri di Campobasso, Agnone (allora nell'Abruzzo Citeriore), Ripalimosani, Casacalenda. Occuoati i centri dal generale francese Duhesme, nei centri furono issate le coccarde tricolore, piantati gli alberi della Libertà, e istituite le municipalità con un'organizzazione governativa che si rifaceva ai principi illuministi della Francia.
Ci furono disordini quando Ferdinando IV di Borbone progettò la riconquista del Regno delegando all'abruzzese Giuseppe Pronio il compito di muovere guerra a tutte le municipalità che avevano accolto festosamente i francesi. Nicola Neri era al governo di Agnone, ugualmente era al governo della Repubblica del Vasto in Abruzzo, dopo mesi di resistenza, nel maggio 1799 dovette dichiarare la capitolazione, gli agnonesi che avevano partecipato alla rivolta furono processati a Chieti, gli altri a Campobasso.
Si ricorda anche la celebre battaglia di Boiano condotta dal bandito Fra Diavolo. Altra fonte importante per gli avvenimenti francesi in Molise è Vincenzo Cuoco, patriota di Civitacampomarano.
A tal proposito si deve ricordare D. Nazario Campofreda, Arbereshe, che alla testa di una compagine di cento Albanesi combatteva i Francesi. In Documenti dell'Archivio di Napoli è indicato come "Uno di quelli dalla coccarda rossa". Il suddetto D. Nazario fu costretto a capitolare nel 1806, come da documenti del citato Archivio di Napoli, quando Giuseppe Poerio, Preside di Lucera prese in ostaggio la Famiglia.In seguito il figlio di D. Nazario, Nicola, fu tenuto in ostaggio a Lucera dai Francesi come si legge in una lettera del Poerio al ministro Miot. D. Nazario fu costretto ad agire per conto del Governo francese nella persecuzione dei briganti fino a quando fu ucciso dai Vardarelli in un agguato il 20 settembre 1813. Tanto bene si comportò che fu nominato Tenente Colonnello nel 1808 dal Generale Caracciolo. Anche il figlio di D. Nazario, D,. Nicola, Ufficiale Borbonico, per conto del Governo perseguitava i briganti. Nel 1818 distrusse, per conto del Governo la Banda Vardarelli in Ururi.

### Il terremoto del 1805
Fu il terremoto più disastroso che la storia del Molise ricordi, verificatosi la notte del 26 luglio, per questo detto anche di "Sant'Agata". Verificatosi con epicentro nel massiccio del Matese, tra Bojano e Benevento, la magnitudo della scossa fu di circa 6,6° della scala Richter; il patriota Gabriele Pepe nel suo "ragguaglio" precisò che Campobasso subì danni ingentissimi tanto da dover essere ricostruita quasi daccapo, più a valle, presso la piana dei Celestini, con un innovativo programma edificatorio alla francese, dato che vigeva il governo di Gioacchino Murat. Il disastro comportò oltre 5000 morti e oltre 1000 feriti: i centri di Bojano, Campobasso andarono distrutti, insieme a Campochiaro, Castelpetroso, San Polo Matese, Bonefro, Baranello. Non solo la provincia di Campobasso venne irrimediabilmente compromessa con danni ingenti, ma l'entità della scossa arrivò anche a Isernia e Agnone, sicché edifici come la Cattedrale ad esempio dovettero essere ricostruita. Oltre al gran numero di vite umane mietute, anche una parte del volto artistico del Molise, medievale, barocco e rinascimentale, fu completamente cancellato con la successiva ricostruzione.

### La rinascita di Campobasso
Nel periodo francese napoleonico, è indubbio notare come la presenza di Gioacchino Murat a Napoli sia stata fondamentale per la ricostruzione dei centri molisani devastati dal terremoto del 1805, in particolar modo Campobasso.

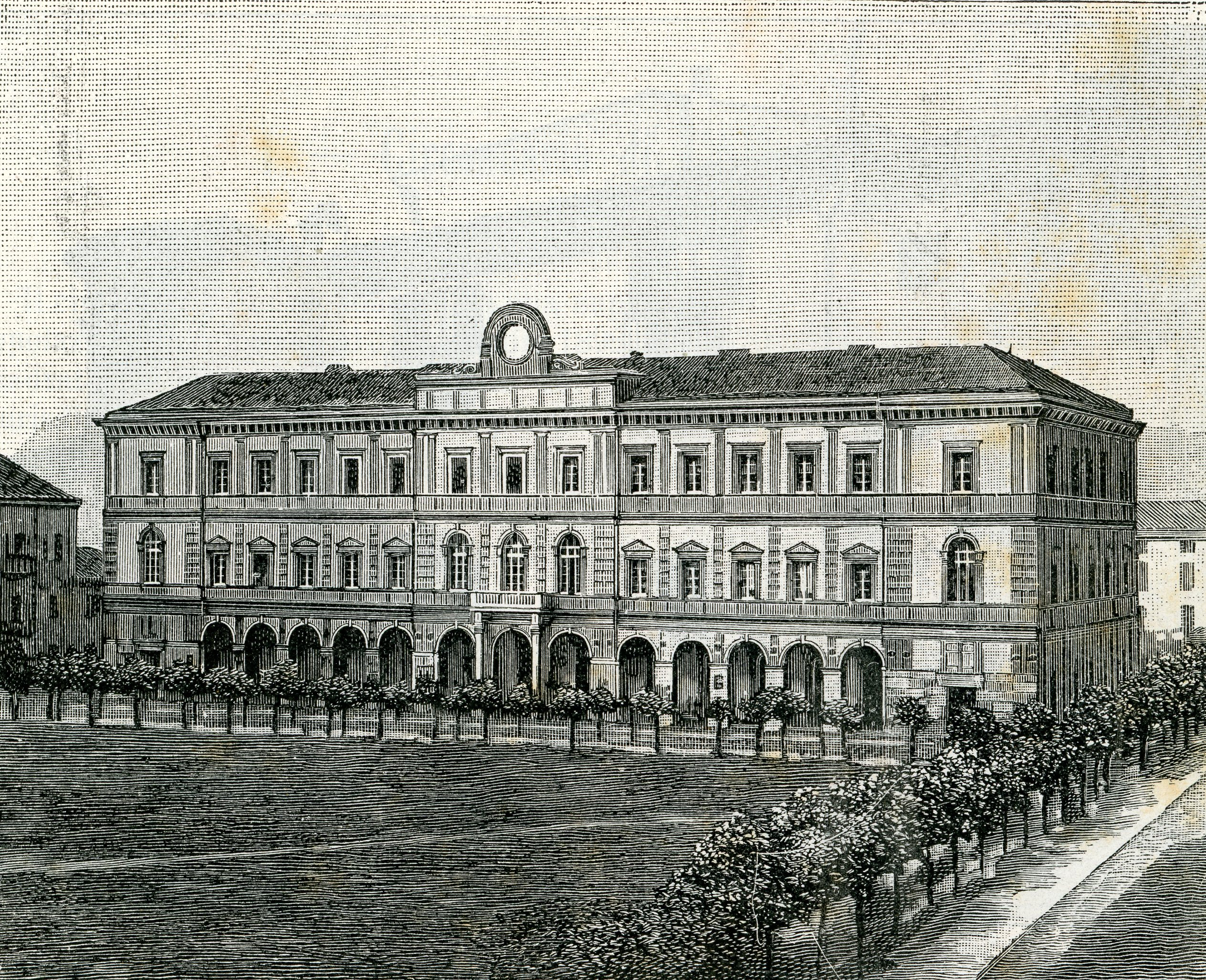
Palazzo San Giorgio di Campobasso, eretto nel XIX secolo sopra il convento dei Celestini

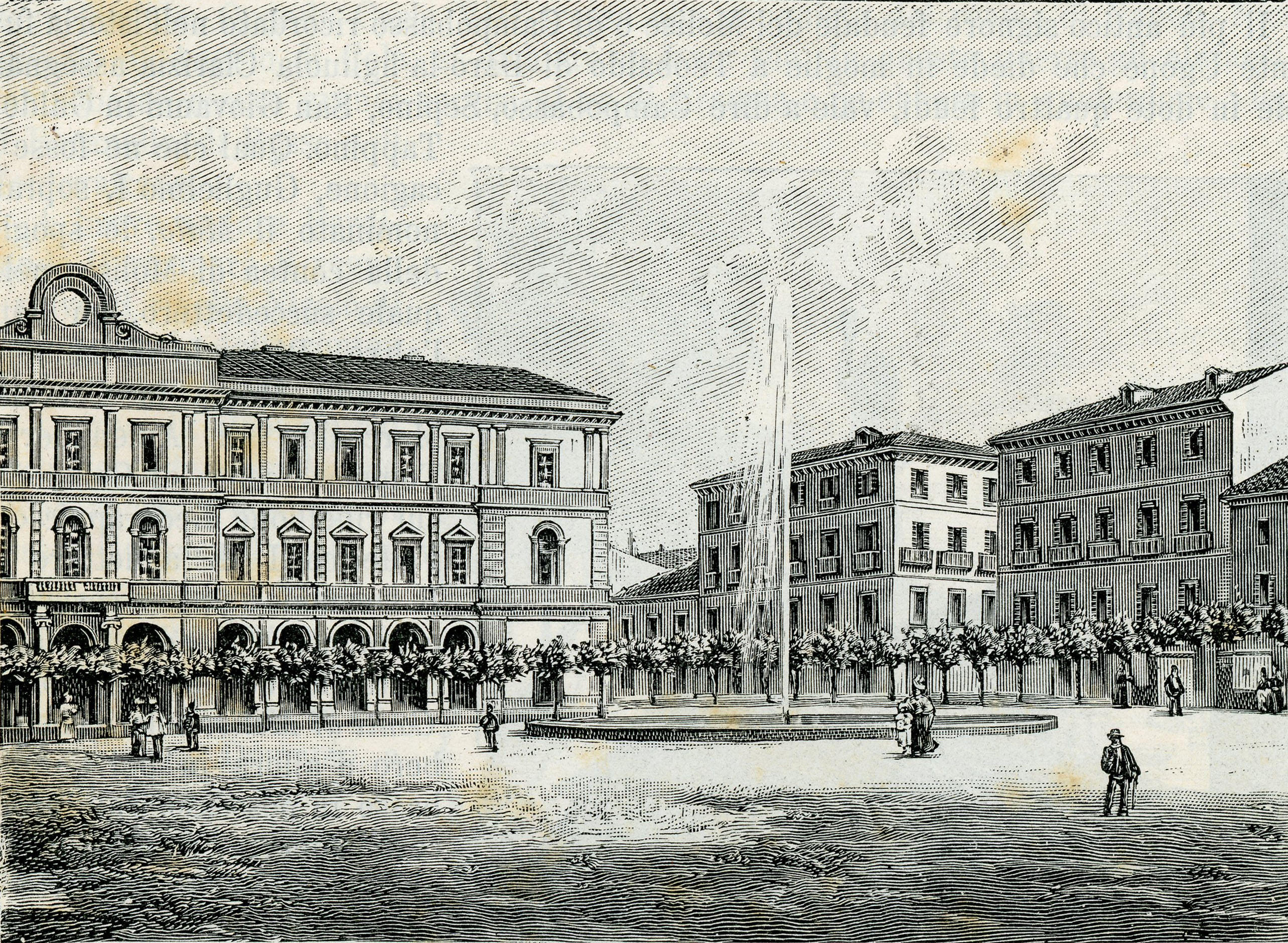
Campobasso: incisione di piazza Vittorio Emanuele, fulcro della città nuova murattiana

Nel 1807 con regio decreto Campobasso fu riconosciuta ufficialmente capoluogo della "Provincia Molisana" del Regno; con questa istituzione ci furono maggiori fondi per la ricostruzione. Tra il 1807 e il 1814 fu smantellata la vecchia cerchia muraria medievale, in particolare furono aperti ingressi a piazza San Leonardo, a porta Sant'Antonio, a porta Mancina. Inoltre fu progettata, caso unico nel Molise, una città nuova al di sotto della sede della collegiata della Santissima Trinità, presso l'area campestre di proprietà dei Padri Celestini, che avevano il loro monastero presso il nuovo palazzo municipale, ossia il Palazzo San Giorgio in piazza Vittorio Emanuele, che fu ampiamente ristrutturato alla fine del XIX secolo.
Berardino Musenga fu incaricato di redigere il progetto della nuova città ad assi ortogonali, il centro sarebbe stato piazza Vittorio Emanuele (prima piazza San Giorgio), corso Vittorio Emanuele, corso Garibaldi, corso Mazzini, piazza Guglielmo Pepe, viale Marconi, via Sant'Antonio, via degli Orefici, via San Paolo. Prima della fine dell'Ottocento, gli edifici non avevano il caratteristico aspetto monumentale umbertino, ma erano molto bassi onde evitare nuovi danni con terremoti futuri, si era dato spazio particolarmente ad ampi spazi verdi e ai giardini, come il parco di piazza Vittorio Emanuele e il parco del feudo De Capoa in piazza Savoia. Il Musenga dette avvio anche a tronchi stradali nuovi per migliori collegamenti tra Campobasso-Termoli, Benevento-Campobasso, facendo uscire la città molisana dall'isolamento, come viale Vittorio Veneto, viale Cavour.

## Dal 1806 al 1811, la Provincia di Molise

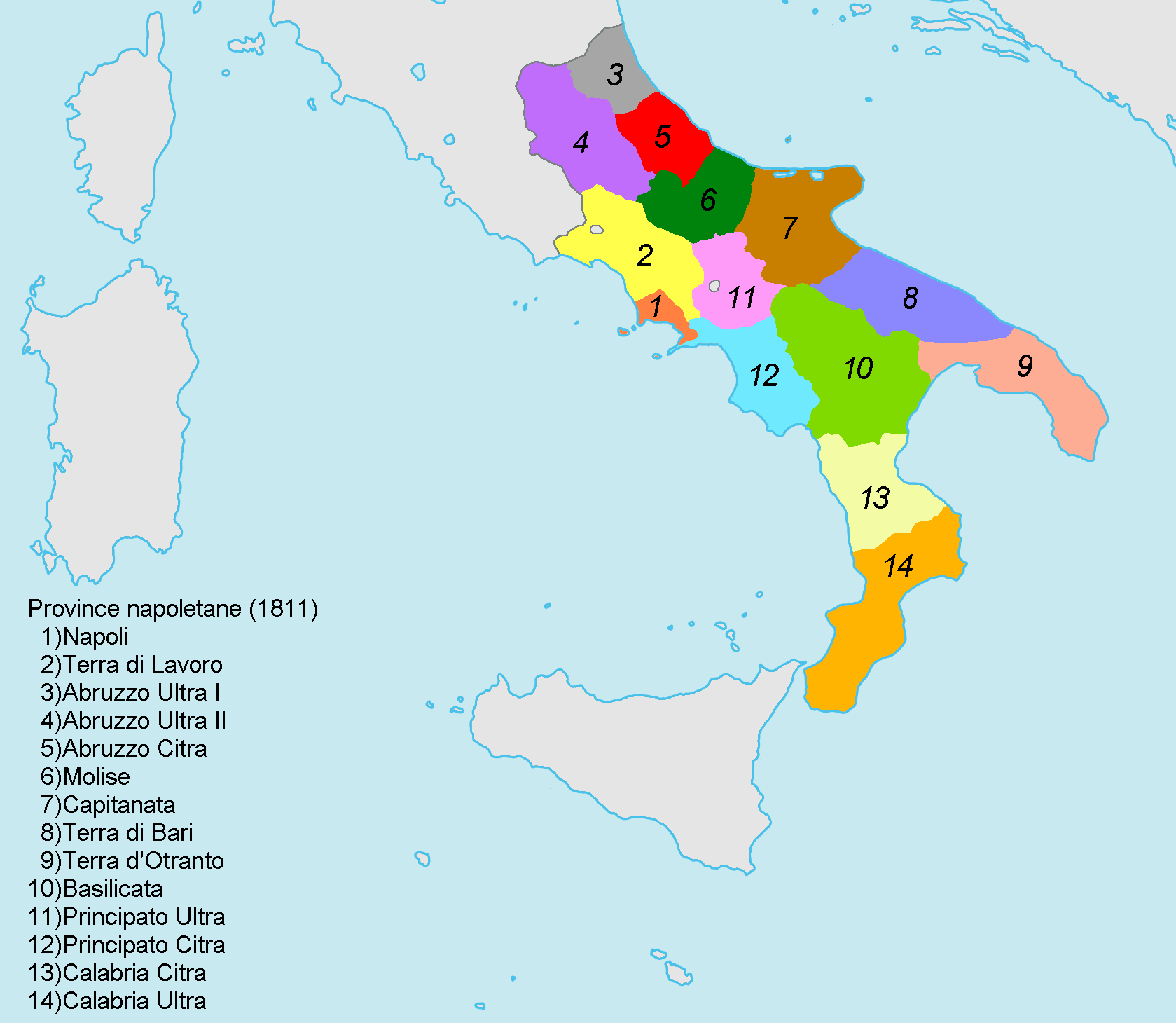
Il Molise nel Regno di Napoli 1811

Di fatto la contea di Molise, nata dalla fusione del Contado del Molise e della Contea di Loriello, ebbe la sua autonomia ufficialmente il 27 settembre 1806, con la legge 132 del 1806 Sulla divisione ed amministrazione delle province del Regno, varata l'8 agosto di quell'anno, con Napoleone.
Il Molise divenne per la prima volta una provincia autonoma denominata Provincia di Molise con Campobasso capoluogo e che era suddivisa in tre distretti:
- Distretto di Campobasso, dal 1806;
- Distretto di Isernia, dal 1806;
- Distretto di Larino, istituito nel 1806 come parte della Capitanata e (con mutamenti territoriali) aggregato al Molise nel 1811.

## Risorgimento nel Molise
Tra i patrioti molisani, che contribuirono alla causa del Regno d'Italia, si ricordano: Nicola Campofreda e i figli Antonio, Luigi, Achille, Girolamo Pallotta di Bojano, Francesco de Feo.
Si ricorda il massacro di Isernia del 17 ottobre 1860, in cui perse la vita Giuseppe Suriani, la cui vicenda fu raccontata anche nel libro Signora Ava (1942) di Francesco Jovine; appassionate le pagine in cui si rievoca la morte del Suriani, e la sua testa mozzata affissa dai soldati borbonici presso la fontana Fraterna in piazzale della Concezione a Isernia, riconosciuta dal soldato garibaldino Domizio Tagliaferri, che aveva partecipato alla battaglia di Pettoranello, e condotto nel carcere del Forte di Gaeta.
Si ricorda la figura di Francesco de Feo, pieno di ideali liberali, che si imbarca sul vapore "Maria Cristina" per soccorrere i liberali lombardi, il 29 maggio 1848, tornando poi nel suo paese di Mirabello Sannitico, schedato come attendibile. Studiando, il De Feo si allea con Nicola de Luca e aderisce a un circolo massonico fondato da Giuseppe Demarco di Paupisi, il 20 agosto 1860 quando Giuseppe Garibaldi entra a Napoli, il De Feo issa la bandiera del Tricolore sopra il castello Monforte di Campobasso.
Quando il re Vittorio Emanuele II passa per il Molise, visitando il Regno conquistato, per incontrare Garibaldi a Teano, il 24 ottobre 1860 passa a Venafro e riceve Francesco de Feo, nominandolo sottintendente di Isernia, mentre il De Luca è confermato sottogovernatore del Molise, militando a Campobasso. Il De Feo si impegnerò anche nelle lotte al brigantaggio molisano dopo l'Unità.

### L'esempio di Nicola Campofreda e Girolamo Pallotta

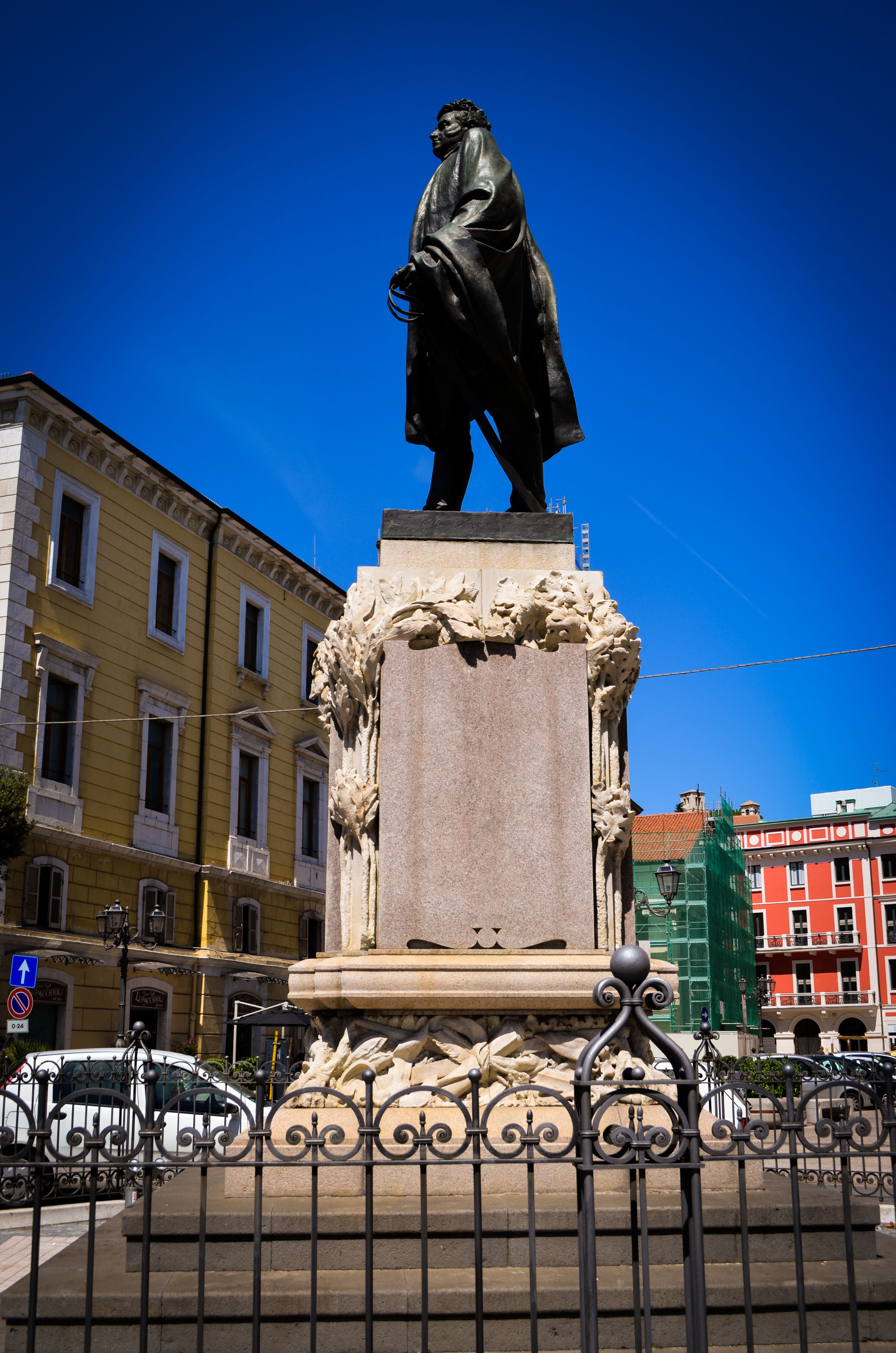
Campobasso, monumento a Gabriele Pepe

In Molise si ricorda la Banda Valrdarelli, soppressa nel 1818, che uccise il padre del comandante albanese Nicola Campofreda di Portocannone (CB), che nel periodo di subbuglio del 1820 e del 1848 spalleggiava i liberali abruzzesi Dragonetti, Leopardio, Spaventa, De Santis, De Caesaris. Nel 1848 il Campofreda prende parte alla rivolta di Casacalenda, Nicola e il figlio Achille Campofreda sono accusati di cospirazionismo. Il 4 settembre 1860 l'anziano Nicola parte dalla patria Portocannone con i figli Achille e Luigi, inviando a Isernia 200 volontari per la causa d'Italia, una nuova carneficina viene sventata dalla lettera inviata dallo stesso Garibaldi da Napoli, che impone alla municipalità borbonica di innalzare il Tricolore.
Non sarà così per i fatti d'arme di Carpinone e Pettoranello, il 17 ottobre, che si risolve in un massacro. Il Capitano D. Achille Campofreda riuscì a salvare i suoi con una strategica ritirata sotto il fuoco nemico. Girolamo Pallotta è legato alla battaglia di Pettoranello, nativo di Bojano; nel 1860 egli si dichiarò prodittatore del governo provvisorio, come avvenne con Clemente de Caesaris di Penne per il governo degli Abruzzi. Dimessosi per lasciare l'incarico a Nicola de Luca, dopo i fatti di Isernia, il Pallotta progettò una battaglia contro i borbonici a Pettoranello per spianare la strada verso Capua, tuttavia non aveva abbastanza volontari. Lo stesso Garibaldi intimò al Pallotta di non attaccare, in attesa dell'arrivo delle truppe del generale Enrico Cialdini, ma il colonnello Francesco Nullo, al seguito di Pallotta, disobbedì, andando incontro alla disfatta.

### Brigantaggio postunitario
Il governatore di Campobasso all'epoca dell'Unità d'Italia era Nicola de Luca, subito dovette provvedere all'organizzazione territoriale e amministrativa, e soprattutto ad assegnare la scorta ai mercanti di grano, dato che dilagò il brigantaggio. I più famosi nel Molise furono Cicchino e Cimino da Roccamandolfi, Nunzio Di Paola da Macchiagodena, e Luigi Alonsi da Sora detto "Chiavone". I roccolani terrorizzarono l'area meridionale molisana del Matese, facendo scorrerie anche nelle campagne di Bojano.
Nell'agosto 1861 la banda di Roccamandolfi era a San Polo Matese, aveva raccolto vari accoliti e sbandati, come i membri dei Rogati di Oratino vicino a Campobasso, tra cui Giovanni Rigati arciprete. La banda cercò di prendere d'assalto il paese, andando nel palazzo della polizia, disarmando le guardie, radunando la gente in chiesa, cantando inni in lode dell'ex re borbonico Francesco II. All'arrivo della Guardia Nazionale capitanata da Colà, la banda di Roccamandolfi fuggì da San Polo dopo il saccheggio, e terrorizzò le aree di Cantalupo, bruciando i documenti della cancelleria, il 15 agosto 1861 la banda fu a Roccamandolfi, che fu occupata e amministrata in un clima di completa anarchia, sicché il 16 agosto lo stesso Cimino fu ucciso dai suoi accoliti.
Tornati a funestare Bojano, la banda fu raggiunta alla fine dell'agosto dalla compagnia del Capitano La Crou con il distaccamento di truppe di Attanasio De Filippis, costui cercò di spaventare i briganti facendo battere un rullio di tamburi, e la banda si disperse sopra le montagne senza attaccare battaglia. Successivamente il corpo di spedizione decise di proseguire verso Isernia, anch'essa funestata dalle bande. A Roccamandolfi la Guardia Nazionale, che era stata decimata dalla banda di Cimino, si riorganizzò con 20 uomini. Il capobanda Cicchino Domenicangelo fuggì in una grotta lì vicino, ma fu denunciato da un contadino e catturato il 5 settembre.

## Il Novecento

### Dal 1811 al 1948
La provincia di Molise ebbe un forte sviluppo grazie alle opere infrastrutturali e alle politiche messe in atto da Gioacchino Murat a partire dal 1811, e con l'annessione di Larino (in provincia di Campobasso) nel 1811 e del circondario di Venafro e di parte della Valle del Volturno nel 1863, assunse i confini simili a quelli della Regione poi istituita. Con la nascita di Vincenzo Cuoco, patriota presso il paese di Castropignano, e di Gabriele Pepe, il Molise entrò nella prima fase del risorgimento per l'istituzione del Regno d'Italia, dato che nel 1820 e nel '48, si ha testimonianza si logge massoniche e "vendite" carbonare presenti a Campobasso, Termoli e Larino. Durante la marcia di Garibaldi per incontrare a Teano il re Vittorio Emanuele II, nel 1860 anche Isernia divenne per un giorno protagonista della storia d'Italia, con l'alloggiamento del re a Palazzo d'Avalos, mentre Anita Garibaldi sfilava per la città.

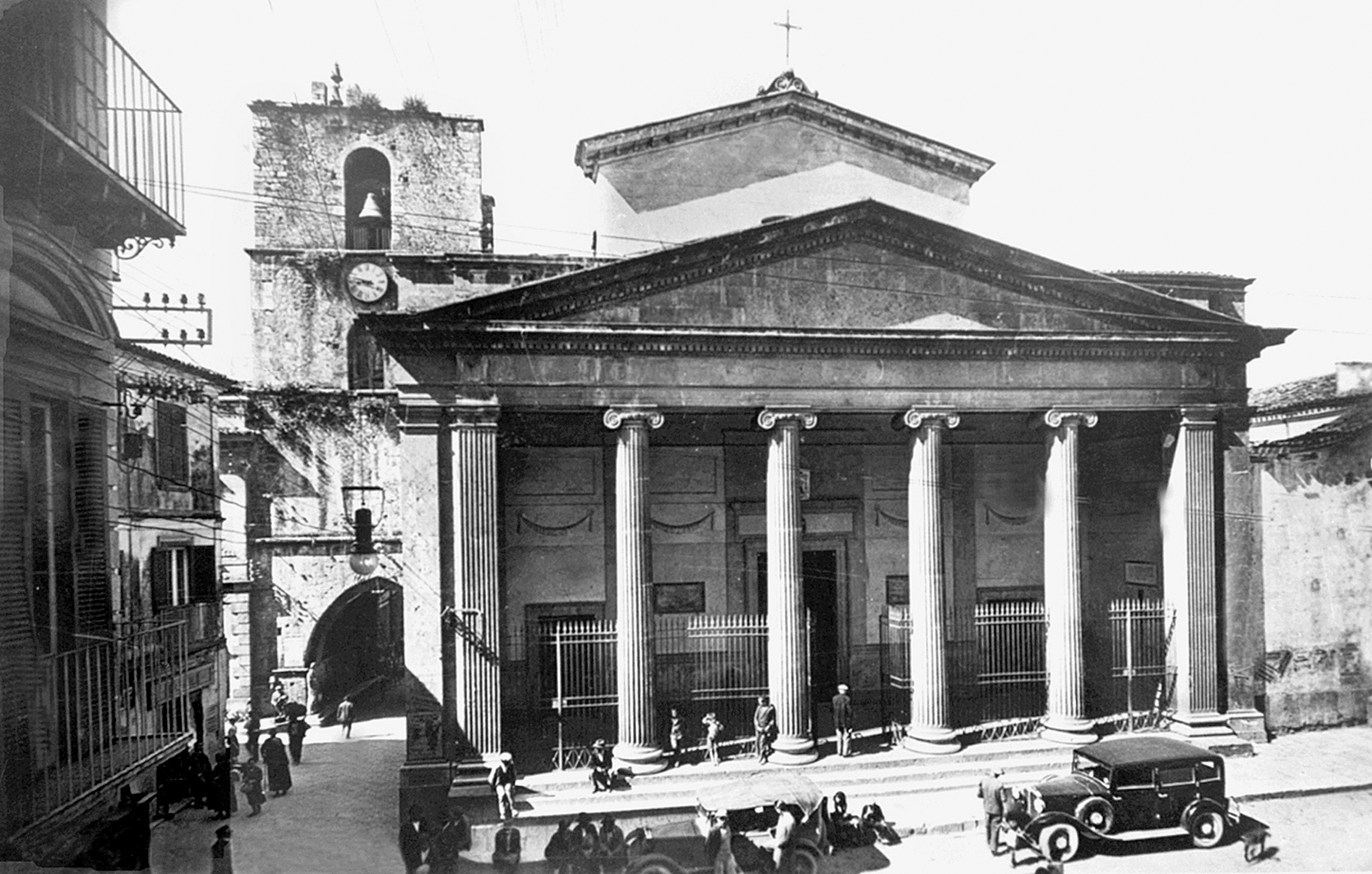
La Cattedrale di Isernia nel 1925

Dall'epoca del Regno di Napoli il territorio molisano era in realtà compreso in quattro giustizierati diversi: il Contado del Molise, l'Abruzzo Citeriore, la Terra di Lavoro e la Capitanata; ancora oggi è possibile riscontrare differenze dialettali, gastronomiche e folkloriche fra queste quattro aree. Con l'annessione al Regno d'Italia, nella regione scoppiarono molte ribellioni che furono completamente sedate solo alla fine del XIX secolo.

### Questione territoriale: Abruzzi e Molise

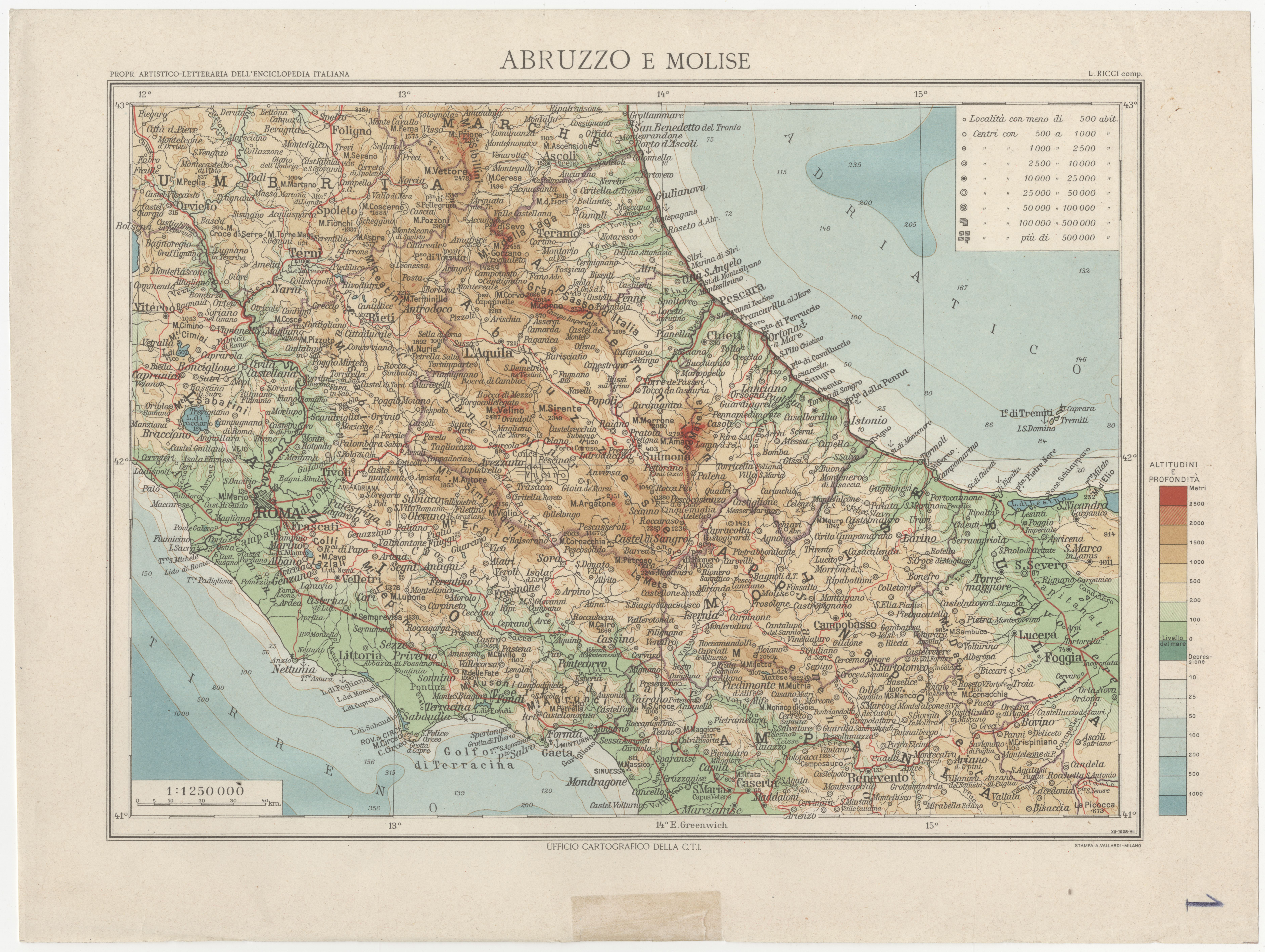
Abruzzo e Molise nel 1928. La carta è una delle tavole eseguite dall'ufficio cartografico del Touring Club Italiano per l'Enciclopedia Italiana dell'Istituto Giovani Treccani.

Dal 1808 fu creata dai francesi la "Provincia di Campobasso", sancendo le distinzioni tra Molise, Abruzzi, Lazio, Terra di Lavoro e Puglia. Il Molise di fatto sino al 1963 non fu una regione a sé, ma una provincia, una componente della regione "Abruzzi e Molise", dapprima nel Regno delle Due Sicilie, e poi nel Regno d'Italia, e nella Repubblica Italiana sino al 1963.
Con il decreto del 1861 molti comuni, come Foiano, Morcone, Cercemaggiore, Pontelandolfo, Santa Croce del Sannio passarono alla Terra di Lavoro nella provincia di Campania, mentre dalla Campania passavano agli Abruzzi e Molise comuni di Cerro al Volturno, Colli al Volturno, Pozzilli, Montaquila, Venafro, Sesto Campano, che poi nel 1970 faranno parte della provincia d'Isernia.
Ancora nel 1927, quando durante il fascismo furono riordinate le province del Regno, il Molise assunse un aspetto molto più simile a quello attuale, la Terra di Lavoro fu abolita, venendo istituite le province di Frosinone, Latina, Caserta, e passarono al Lazio dagli Abruzzi e Molise i territori dell'ex circondario di Cittaducale, nella neonata provincia di Rieti. Per quanto riguarda i territori acquisiti dalla provincia di Campobasso, ci furono dalla Campania Cercemaggiore, Prata Sannita, Fontegreca, Letino.
Quando nel 1945 fu istituita la provincia di Caserta, il decreto del 1927 fu abolito, e i comuni ripassarono alla Campania, eccezion fatta per Cercemaggiore con Cercepiccola, che poi divenne comune.
Nel 1948, con il decreto della Repubblica, fu istituita la regione di Abruzzi e Molise, la cui attuazione però non avvenne, perché a seguito di dibattiti politici, nel 1963 fu modificato l'articolo 1, sancendo di fatto la divisione col Molise, che faceva pressioni per assurgere a realtà regionale, sostenendo le diversità culturali e identitarie con l'Abruzzo. Fino ad allora il Molise aveva avuto il capoluogo in Campobasso, ma rispondeva a L'Aquila, capoluogo della vasta regione; ora aveva come capoluogo Campobasso, tuttavia negli anni '60 ci furono nuove proteste in regione per questioni identitarie: gli abitanti del Matese e del venafrano si sentivano più vicini per cultura alla Campania, volendo entrare nelle province di Benevento e Caserta, gli abitanti della costa di Termoli sentivano maggiori vantaggi entrando nella provincia di Foggia, gli abitanti dell'alto Sannio come Belmonte, Bagnoli, Agnone riconoscevano maggiori vantaggi entrando nella provincia di Chieti, essendo più legati per commerci e traffici alla val di Sangro ed a Lanciano, creando un caos amministrativo e forti proteste.
Alla fine si decise di dare maggiori istituzioni e diritti agli abitanti dell'isernino, istituendo la provincia di Isernia. Tuttavia permangono ancora oggi divisioni giudicate "campaniliste" per questioni identitarie, culturali e sociali all'interno della regione.

### Il fascismo

Abitato littorio di Nuova Cliternia (Campomarino), il santuario della Madonna Grande

Durante il fascismo, il Molise veniva additata come la provincia più rurale del Regno d'Italia; se da una parte il fascismo lodava il lavoro della terra, dall'altra si cercò di dare maggiore lavoro alle varie comunità, che non fosse solo il coltivare campi e gestire piccole attività imprenditoriali agricole. Malgrado ciò il fascismo fu molto attento alle tradizioni locali, promuovendo alla fine degli anni '20 la Sagra del Matese che si teneva a Campobasso, con sfilate delle genti in costume tradizionale.
Furono istituiti degli enti e dei fondi per aumentare il lavoro e l'occupazione, l'industrializzazione tuttavia non prese avvio come nelle altre regioni, sicché molti abitanti preferivano emigrare a Vasto oppure a Foggia, o a Campobasso, dove l'attività agricola aveva preso uno sviluppo più moderno e imprenditoriale. Alcune migliorie alla vita da parte del fascismo furono la bonifica delle paludi costiere, che si estese anche per tutta la fascia costiera pugliese; nel Molise fu costruito pertanto il villaggio di Cliternia Nuova nel comune di Campomarino, accanto al santuario della Madonna Grande, meta di pellegrinaggi anche dall'Abruzzo.
Quanto all'architettura, si segnalano costruzioni a Termoli, città in sviluppo già dalla fine dell'800 fuori dalle mura del vecchio borgo medievale, con ampie strade e piazze, anche a Campobasso con nuovi palazzi di uffici amministrativi attorno alla città murattiana, come l'ex Casa del Balilla. In compenso, tuttavia, il fascismo non risolse i problemi di occupazione e lavoro che continuarono ad attanagliare il Molise per vari anni.

## Seconda guerra mondiale
Nel corso della Seconda Guerra Mondiale, il territorio attorno a Campobasso fu interessato da duri combattimenti, che si conclusero nel settembre 1943 con lo sbarco degli alleati a Termoli. I tedeschi, per fortificare il territorio contro l'avanzata degli alleati, precisamente dell'VIII Armata britannica capitanata da Bernard Law Montgomery, che risaliva la Puglia dopo lo sbarco in Sicilia al fine di raggiungere Roma via Pescara, crearono quattro linee micidiali: la Bernhard-Stellung, la Viktor (lungo il Fortore, il Volturno e il Biferno), la Gustav (lungo il Sangro in Abruzzo), la Barbara. I comuni molisani interessati furono Venafro, Conca Casale, Pozzilli per la linea del Volturno, per quella del Sangro Montenero di Bisaccia, Petacciato, Montemitro, Roccavivara, San Pietro Avellana, Rionero Sannitico, Capracotta, Montenero Val Cocchiara, mentre per la linea del Trigno-Biferno i paesi di San Giacomo degli Schiavoni, Larino, Tufara, Torella del Sannio. Dal 14 settembre 1943, dopo lo sbarco a Termoli, furiosi furono i combattimenti in Molise, l'8 settembre Campobasso venne bombardata dagli alleati, fino al 9 ottobre i combattimenti interessarono Larino. I canadesi, una volta occupata Campobasso, installarono un presidio militare politico, tanto che venne chiamata la "Canadian Town", mentre i tedeschi compirono bombardamenti il 15 e il 20 ottobre 1943.

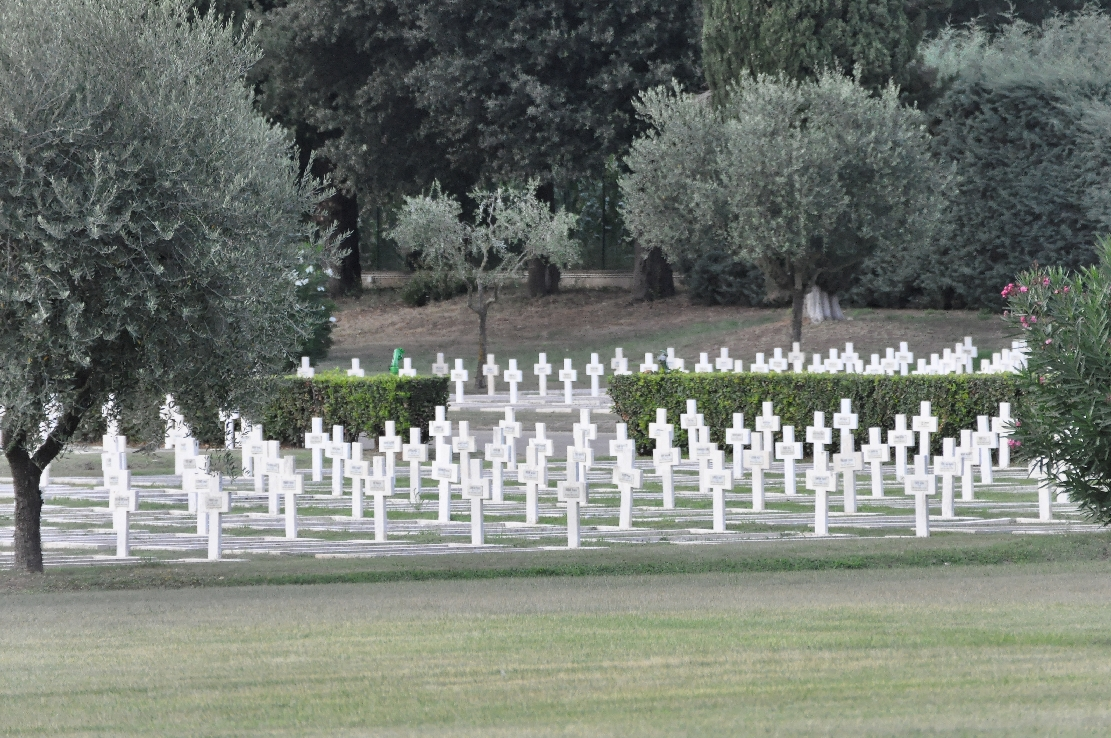
Tombe del cimitero militare francese di Venafro

Nel novembre-dicembre 1943 maggiori furono i danni apportati dai tedeschi alle comunità di Capracotta, San Pietro, Rionero, poiché applicarono la tattica della "terra bruciata", per rallentare l'avanzata alleata distruggevano lungo la ritirata ogni possibile luogo di riparo o dove trovare ristoro, facendo evacuare coattamente i centri, e minandoli dalle fondamenta, distruggendo case, palazzi, chiese. Così sparirono molti centri storici, tra cui specialmente Capracotta, che pagò col numero maggiore di danni, dopo Rionero. Anche Venafro e i centri del Volturno subirono dai tedeschi e dagli americani ugualmente gravi distruzioni, di cui si ricorda l'attacco del 15 marzo 1944, lungo la cosiddetta "Winter Line". Per ricordare le morti civili e i gravi danni, presso il comune di Rocchetta al Volturno è stato allestito il Museo Internazionale della Guerra Mondiale, mentre a Venafro si trovano il Museo WinterLine e, appena fuori dalla città, un cimitero militare di soldati francesi e nordafricani.
Si ricorda anche il bombardamento di Isernia degli alleati, compiuto il 10 settembre 1943, con vari morti e la distruzione di una parte del centro storico, dove si trova oggi Piazza Celestino V con la fontana Fraterna.

## Dal 1948 al 1963: il Molise unito all'Abruzzo
All'Assemblea Costituente della Repubblica Italiana, fu prefigurata la formazione di due distinte regioni: l'Abruzzo e il Molise; tant'è che le due proponende regioni furono fatte votare separatamente già per le elezioni del Senato nel 1948. La decisione finale, però, fu poi procrastinata a data da destinarsi, data che arrivò nel 1963.

### Dal 1963 a oggi: la Regione Molise
Nel 1963, grazie a una disposizione transitoria che consentì di derogare ai limiti imposti dall'art. 132 della Costituzione italiana, nacque la regione Molise dal territorio della provincia di Campobasso, dal seno di cui fu derivata la nuova provincia di Isernia.
È l'unico caso della storia dell'Italia repubblicana di formazione di una regione per distacco da un'altra.

## Il Molise: prospettive future
Il XXI secolo si apre in Italia con un periodo di riforme, in particolare relative alla questione federalista: la riforma del Titolo V della Costituzione ha dato il via a una serie di modifiche dei rapporti fra Stato e Regioni più volte al centro del dibattito politico italiano. Una delle conseguenze più immediate è stata la riformulazione delle competenze delegate dallo Stato alle Provincie e alle Regioni, che tuttavia non ha soddisfatto l'opinione pubblica in quanto avrebbe, secondo alcune voci critiche, aumentato esclusivamente i centri di spesa. Ha dunque suscitato nuovo interesse la proposta formulata già negli anni 90 dalla Fondazione Agnelli relativa a una revisione dell'organizzazione regionale italiana Archiviato il 21 ottobre 2016 in Internet Archive. mediante la creazione di macroregioni; proprio le macroregioni sono al centro del Disegno di legge proposto dall'onorevole Morassut: la proposta è quella di ridurre il numero di Regioni (secondo una logica che sembra richiamare le Regioni augustee) in modo da avere entità territoriali omogenee per numero di abitanti.
Secondo questo ddl la Regione Molise (più volte centro dell'attenzione mediatica per una gestione finanziaria non sempre felice e, più in generale, per le sue dimensioni non sempre ritenute adeguate a garantirle lo status di Regione) dovrebbe essere smembrata e suddivisa fra due differenti macroregioni: la Provincia di Campobasso andrebbe a far parte della cosiddetta Regione del Levante, la Provincia di Isernia sarebbe assegnata alla cosiddetta Regione adriatica oppure alla cosiddetta Regione tirrenica. Attualmente, però, il dibattito sul ddl è fermo in Parlamento, e non è facile prevedere se tale riforma andrà in porto o se vi saranno ulteriori aggiustamenti territoriali.

## L'origine del toponimo
Differenti teorie esistono sull'origine del toponimo "Molise". Di certa genesi medievale, la denominazione potrebbe derivare, secondo Francesco D'Ovidio, dalla forma aggettivata di mola o molinum, da cui molenses, ovvero abitanti presso la mola o il mulino. Secondo altri, invece, deriverebbe dal nome di un feudo o di un castello o di un'antica città sannita (la Melae citata da Livio). Secondo la leggenda, infatti, il primo gastaldo di Bojano, Alczeco, avrebbe edificato il suo castello proprio sulle rovine di Melae. Un'altra ipotesi, ancora, fa risalire il nome Molise all'alterazione dei cognomi "Marchisio" e "de Molisio" presenti in un documento del 1195, dove il conte Corrado di Luzelinart, si firmò "Corradus Marchisium de Molisio". Tale firma avrebbe generato un equivoco: essa, infatti, male interpretata, sarebbe stata intesa come: "Corrado, Marchese del Molise". Giambattista Masciotta, invece, tenta di individuare una connessione tra il guerriero Alczeco e la famiglia de Molisio definendo una linea di discendenza diretta. Proprio dal cognome de Molisio, secondo la teoria più accreditata, è da farsi risalire l'origine del toponimo. Proveniente dal feudo di Moulins-la-Marche (parte del Ducato di Normandia), questa famiglia ebbe quale capostipite Rodolfo de Molisio. Costui, compagno d'armi di Roberto il Guiscardo, divenne feudatario supportando gli Altavilla nella conquista di alcuni dei territori sanniti che saranno parte del Regno di Sicilia. Studi basati sull'analisi di antichi testi pubblicati nell'Italia Meridionale ed in Europa individuano in Conti de Molisio la genesi di Contado di Molise, proprio in virtù di quella espansione territoriale della contea di Bojano della quale essi furono artefici intorno al XII secolo. Tale teoria, inoltre, è avvalorata dal fatto che l'impiego dei cognomi veri e propri entra in uso, per l'appunto, in questo periodo.

## I terremoti
- Terremoto dell'Italia centro-meridionale del 1456, verificatosi nel Sannio con epicentro a Pontelandolfo. L'intensità fu dell'XI grado della scala Mercalli, causando la distruzione di nuclei medievali della Campania, del territorio di Isernia e di Campobasso.
- Terremoto del 1805, detto anche di "Sant'Agata". Si verificò con magnitudo di oltre 6 gradi della scala Richter, nel massiccio del Matese, vicino a Bojano, distruggendo molti centri del campobassano. La ricostruzione avvenne usando il criterio dell'arte neoclassica.
- Terremoto dell'Italia centro-meridionale del 1984, due eventi sismici tra 5.5 e 5.9 della scala Richter con epicentro tra Lazio, Abruzzo e Molise colpiscono in particolare la Valle del Volturno, in provincia di Isernia, provocando danni.
- Terremoto del Molise del 2002, con epicentro a San Giuliano di Puglia, al confine tra Molise e Puglia, con magnitudo poco superiore al grado 6. Tra i vari danneggiamenti, ci fu il crollo della scuola elementare di San Giuliano, provocando morti tra i bambini.

### Libri
- Storia del Molise, a cura di Gino Massullo, Roma, Laterza editore, 2000
- Giambattista Masciotta, Il Molise dalle origini ai nostri giorni, Campobasso, Tip. Lampo, 1988
- Franco Valente, Molise nascosto (Le pietre parlanti: San Giorgio di Petrella e Santa Maria della Strada di Matrice), Campobasso, Regia edizioni, 2015
- Federico Marazzi, San Vincenzo al Volturno e la storia, l'archeologia in Archeo Molise, 2011
- Dora Catalano (con Ebanista e Monciatti), Il Molise medievale, Borgo San Lorenzo, 2010
- Carlo Ebanista, I centri urbani del Molise fra tarda antichità e Medioevo, Roma, "All'insegna del giglio", 2007

### Riviste
- (EN) Carlo Peretto, Julie Arnaud, Jacopo Moggi-Cecchi, Giorgio Manzi, Sébastien Nomade, Alison Pereira, Christophe Falguères, Jean-Jacques Bahain, Dominique Grimaud-Hervé, Claudio Berto, Benedetto Sala, Giuseppe Lembo, Brunella Muttillo, Rosalia Gallotti, Ursula Thun Hohenstein, Carmela Vaccaro, Mauro Coltorti e Marta Arzarello, A Human Deciduous Tooth and New 40Ar/39Ar Dating Results from the Middle Pleistocene Archaeological Site of Isernia La Pineta, Southern Italy, in PLOS One, 2015, DOI:10.1371/journal.pone.0140091. URL consultato il 26 luglio 2025.